# Deauville
Pour les articles homonymes, voir Deauville (homonymie).
Deauville est une commune française du département du Calvados, en Normandie, peuplée de 3 563 habitants. Ses habitants sont appelés les Deauvillais.

## Notoriété

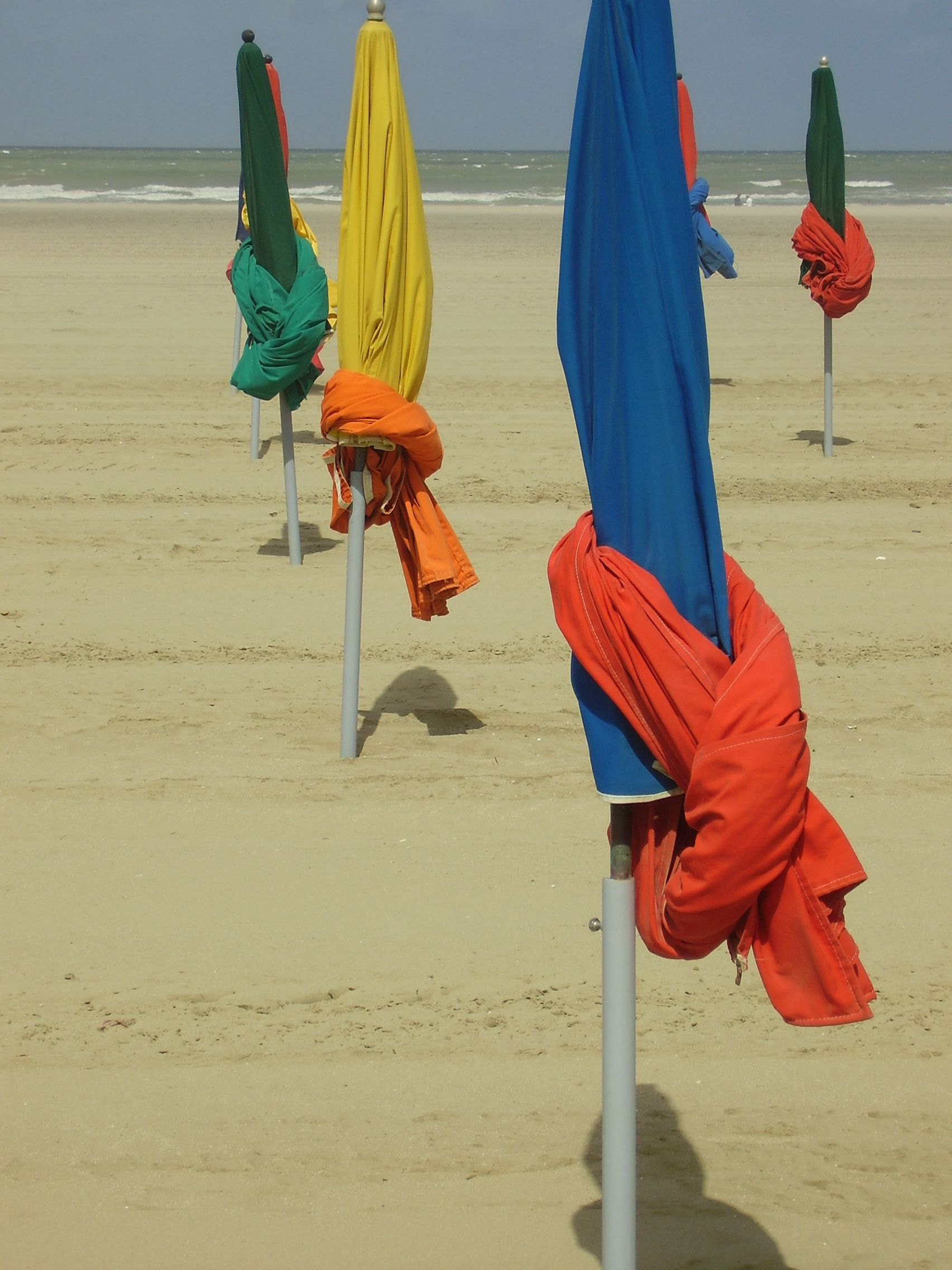
Les parasols, symbole de Deauville.

Station balnéaire normande, elle est considérée, avec son casino, ses palaces, ses villas classées, ses champs de courses, ses ports de plaisance, son palais des congrès, son Festival du cinéma américain, ses golfs et ses discothèques, comme l'une des villes les plus prestigieuses en France. Sa plage est également réputée pour ses parasols aux couleurs orange, rouge, bleue et verte selon les secteurs (fabrication artisanale de la région) avec le fameux nœud deauvillais qui assure leur maintien beaucoup plus esthétique que le nœud de vache.
Elle attire chaque année des milliers de touristes, notamment des Parisiens en raison de sa relative proximité géographique (environ 200 km), ce qui lui vaut d'être surnommée le « 21e arrondissement de Paris » grâce à l'autoroute et au chemin de fer. Sa réputation de station de luxe lui vaut d'être fréquentée régulièrement par de nombreuses célébrités du cinéma, de la musique, de la télévision, de la mode, et du monde économique et politique. Au XXIe siècle, elle bénéficie selon une étude d'une des plus fortes attractivités parmi les villes françaises de mille à dix mille habitants, avec Arcachon, Noirmoutier-en-l'Île, Étretat et Honfleur.

## Géographie
La commune est située à l'embouchure de la Touques qui la sépare de Trouville-sur-Mer, et s'étend en partie le long du fleuve. Un pont relie les deux communes. D'un point de vue traditionnel, elle est au nord du pays d'Auge et d'un point de vue touristique, elle est située sur la Côte Fleurie.
Jouxtant au sud-ouest celle de Trouville-sur-Mer, l'agglomération est à 13 km au nord-ouest de Pont-l'Évêque, à 16 km au sud-ouest de Honfleur, à 17 km au nord-est  de Dives-sur-Mer et à 42 km au nord-est de Caen.
L'environnement de la commune est caractérisé par une longue plage de sable, résultant de l'érosion des falaises de calcaire oolithique. En retrait s'étendent, d'une part, la vallée de la Touques et, d'autre part, des collines qui constituent le paysage typique du pays d'Auge.

### Hydrographie
La commune est située dans le bassin Seine-Normandie. Elle est drainée par la Touques, la Morte et un autre petit cours d'eau,.
La Touques, d'une longueur de 108 km, prend sa source dans la commune de Champ-Haut et se jette  dans la baie de Seine en limite de Trouville-sur-Mer et de Deauville, après avoir traversé 42 communes.

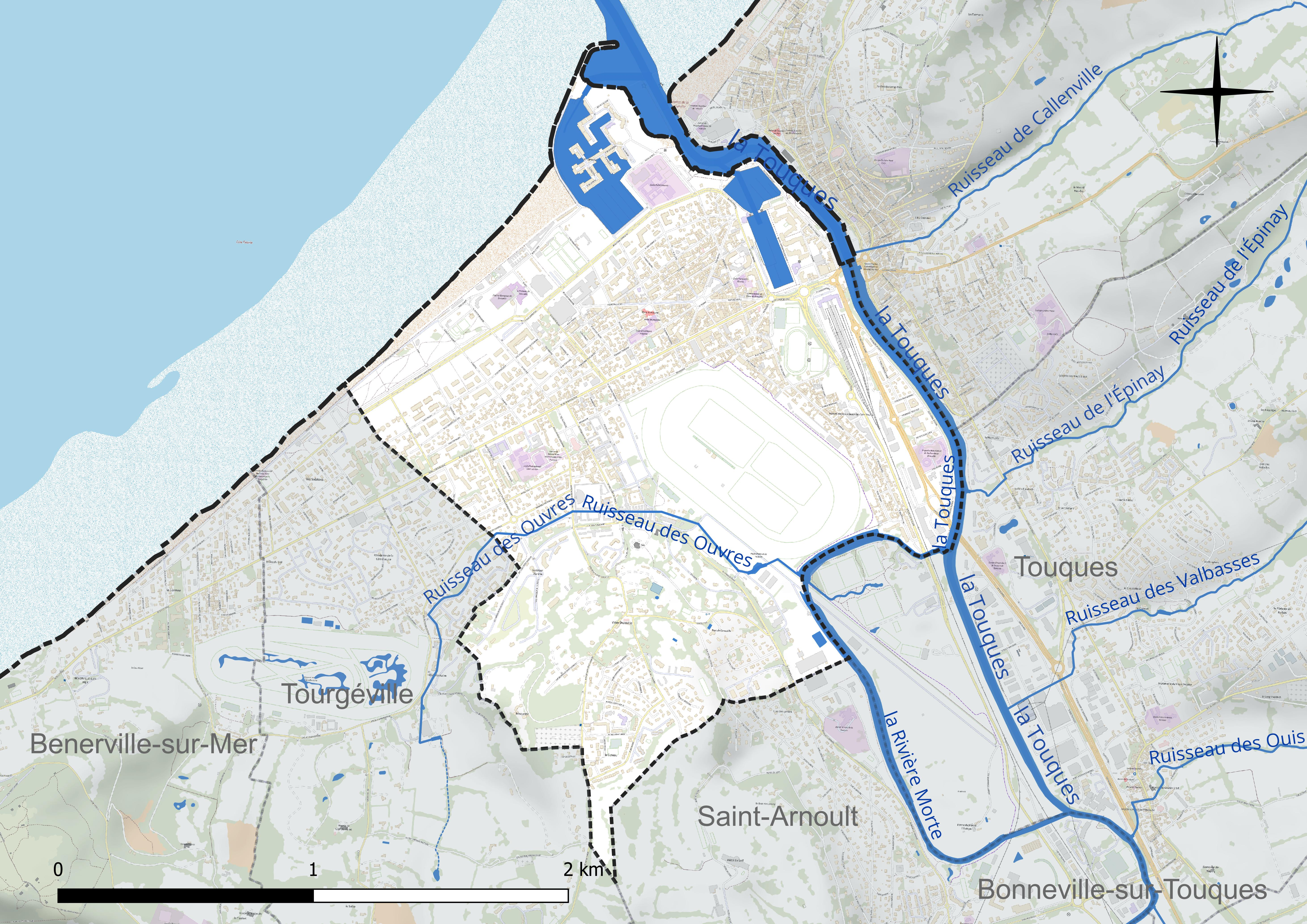
Réseau hydrographique de Deauville.

### Climat
Pour des articles plus généraux, voir Climat de la Normandie et Climat du Calvados.
En 2010, le climat de la commune est de type climat océanique altéré, selon une étude du Centre national de la recherche scientifique s'appuyant sur une série de données couvrant la période 1971-2000. En 2020, Météo-France publie une typologie des climats de la France métropolitaine dans laquelle la commune est exposée à un climat océanique et se trouve dans la région climatique  Côtes de la Manche orientale, caractérisée par un faible ensoleillement (1 550 h/an) ; forte humidité de l'air (plus de 20 h/jour avec humidité relative > 80 % en hiver), vents forts fréquents.
Pour la période 1971-2000, la température annuelle moyenne est de 11 °C, avec une amplitude thermique annuelle de 12,5 °C. Le cumul annuel moyen de précipitations est de 771 mm, avec 12,3 jours de précipitations en janvier et 8 jours en juillet. Pour la période 1991-2020, la température moyenne annuelle observée sur la station météorologique installée sur la commune est de 0,0 °C et le cumul annuel moyen de précipitations est de 0,0 mm. Pour l'avenir, les paramètres climatiques de la commune estimés pour 2050 selon différents scénarios d'émission de gaz à effet de serre sont consultables sur un site dédié publié par Météo-France en novembre 2022.
| Mois                                  | jan.           | fév.           | mars          | avril       | mai           | juin          | jui.          | août          | sep.          | oct.          | nov.          | déc.          | année      |
| ------------------------------------- | -------------- | -------------- | ------------- | ----------- | ------------- | ------------- | ------------- | ------------- | ------------- | ------------- | ------------- | ------------- | ---------- |
| Température minimale moyenne (°C)     | 2,4            | 1,4            | 4             | 6           | 9,6           | 12,8          | 14,6          | 14,4          | 11            | 9,3           | 4,3           | 2,3           | 7,7        |
| Température moyenne (°C)              | 6,3            | 6,2            | 9,5           | 12          | 16            | 18,8          | 20,9          | 21,5          | 17,5          | 13,9          | 8,5           | 6,5           | 13,1       |
| Température maximale moyenne (°C)     | 9,9            | 11,2           | 15,2          | 18,1        | 22,1          | 25            | 27,4          | 28,4          | 24,1          | 18,7          | 12,9          | 10,6          | 18,6       |
| Record de froid (°C) date du record   | −21,5 17.01.87 | −12,5 10.01.86 | −12 01.01.05  | −5 04.01.73 | −2 01.01.76   | 1 05.01.76    | 5 23.01.76    | 1 11.01.74    | 0 19.01.77    | −3,2 23.01.91 | −9,1 22.01.88 | −11 31.01.85  | −21,5 1987 |
| Record de chaleur (°C) date du record | 18,6 01.01.22  | 26,6 27.01.19  | 27,6 28.01.89 | 29 21.01.18 | 32,6 18.01.22 | 39,2 18.01.22 | 40,2 25.01.19 | 40,4 07.01.20 | 36,1 17.01.87 | 31,1 02.01.85 | 22,4 02.01.82 | 19,1 03.01.85 | 40,4 2020  |
| Précipitations (mm)                   | 48             | 44,4           | 78            | 65,4        | 49,3          | 24,3          | 21            | 16            | 29,9          | 22,9          | 43,2          | 37,5          | 480        |

## Urbanisme

### Typologie
Au 1er janvier 2024, Deauville est catégorisée petite ville, selon la nouvelle grille communale de densité à 7 niveaux définie par l'Insee en 2022.
Elle appartient à l'unité urbaine de Dives-sur-Mer, une agglomération intra-départementale dont elle est ville-centre,. Par ailleurs, la commune fait partie de l'aire d'attraction de Trouville-sur-Mer dont elle est une commune du pôle principal,. Cette aire, qui regroupe 35 communes, est catégorisée dans les aires de moins de 50 000 habitants,.
La commune, bordée par la baie de Seine, est également une commune littorale au sens de la loi du 3 janvier 1986, dite loi littoral. Des dispositions spécifiques d'urbanisme s'y appliquent dès lors afin de préserver les espaces naturels, les sites, les paysages et l'équilibre écologique du littoral, tel le principe d'inconstructibilité, en dehors des espaces urbanisés, sur la bande littorale des 100 mètres, ou plus si le plan local d'urbanisme le prévoit.

### Occupation des sols
L'occupation des sols de la commune, telle qu'elle ressort de la base de données européenne d'occupation biophysique des sols Corine Land Cover (CLC), est marquée par l'importance des territoires artificialisés (95,1 % en 2018), en augmentation par rapport à 1990 (89,6 %). La répartition détaillée en 2018 est la suivante : 
zones urbanisées (68 %), espaces verts artificialisés, non agricoles (15,5 %), zones industrielles ou commerciales et réseaux de communication (11,6 %), prairies (2,3 %), espaces ouverts, sans ou avec peu de végétation (1,9 %), zones humides côtières (0,7 %). L'évolution de l'occupation des sols de la commune et de ses infrastructures peut être observée sur les différentes représentations cartographiques du territoire : la carte de Cassini (XVIIIe siècle), la carte d'état-major (1820-1866) et les cartes ou photos aériennes de l'IGN pour la période actuelle (1950 à aujourd'hui).

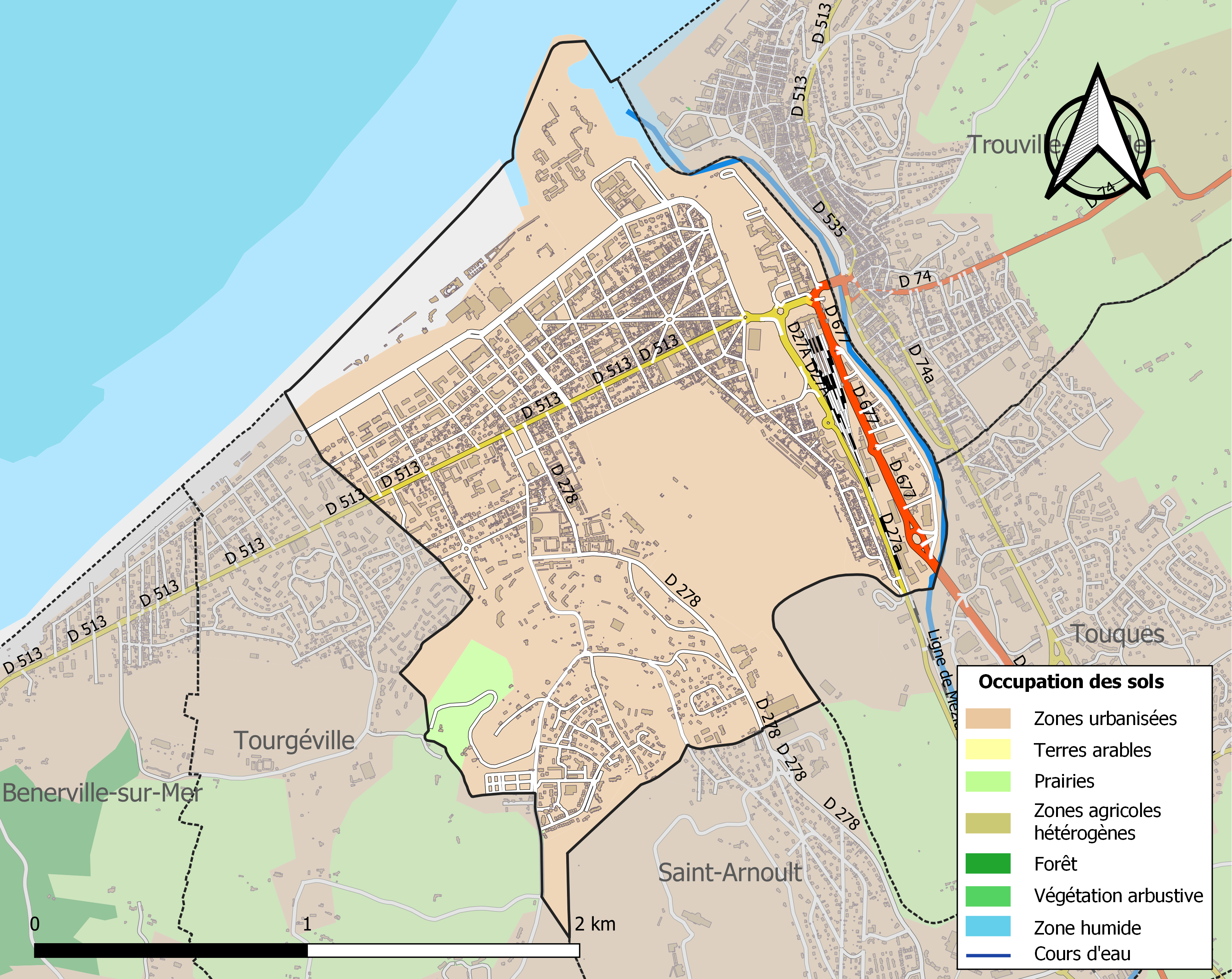
Carte des infrastructures et de l'occupation des sols de la commune en 2018 (CLC).

## Communes limitrophes
| Mer de la Manche | Mer de la Manche           | Trouville-sur-Mer |
| Tourgéville      | Deauville                  | Touques           |
| Tourgéville      | Tourgéville, Saint-Arnoult | Saint-Arnoult     |

## Toponymie
Le nom de Deauville est attesté sous la forme latinisée Auevilla en 1060, d'Auville, puis Deauvilla plus tardivement,, Deanville en 1793, Deauville en 1801.
Il s'agit d'une formation toponymique médiévale en -ville « domaine rural » (terme issu du gallo-roman VILLA « grand domaine rural »). L'origine du premier élément a donné lieu à diverses hypothèses.
Tout d'abord, d'après les mentions anciennes du nom, sa forme originelle ne comportait pas de [d] initial. Il s'explique par l'agglutination de la préposition de (après élision du [œ], caractéristique de la langue française devant une autre voyelle) : d'Auville > Deauville. La graphie contemporaine restitue un e non étymologique : Deauville au lieu de Dauville. L'agglutination de cette préposition n'est pas rare en toponymie, puisqu'on la retrouve plus à l'ouest dans la Douve ou dans Digosville (Manche, Ingulvilla [?] en 1095, Digouvilla 1198).
- Albert Dauzat et Charles Rostaing considèrent le premier élément Au- comme issu d'un appellatif d'origine germanique auwja, auwa « prairie humide »[24]. Cela convient bien au site de Deauville situé à l'embouchure de la Touques dans un environnement de prairies inondables.
- René Lepelley formule l'hypothèse selon laquelle Au- représente un anthroponyme germanique Avo[27].

Remarques : le germanique auwa qui explique le nom de la ville d'Eu (Seine-Maritime, Auvae ou Awae au IXe siècle, Ou au XIIe siècle) peut difficilement avoir été combiné à un nom en -ville qui est, la plupart du temps, composé avec un anthroponyme. Le nom de personne germanique Avo semble rare en toponymie ; il se retrouve, cependant, dans Avocourt (anciennement Avoncourt) décliné à l'ancien cas régime, ce qui n'est jamais le cas pour les noms de personne composés avec les noms en -ville en Normandie, mais fréquent ailleurs.
Il y a homonymie probable avec Auville-sur-le-Vey (parrochia de Auvilla 1274, Auvilla 1277 ~ 1280), dont le premier élément s'explique par l'anthroponyme germanique Awo (masculin) / Awa (féminin) selon Dominique Fournier.

## Histoire

### L'Ancien Régime
Deauville et ses marais ont peu laissé de traces dans l'histoire avant la création de la station balnéaire.
Le village est construit sur la hauteur du mont Canisy, prébende de l'évêché de Lisieux durant l'Ancien Régime. L'activité était agricole, faite d'élevage et de culture, notamment de sainfoin.
Sur les hauteurs, un peu à l'écart du village, juste à la limite actuelle entre Deauville et Saint-Arnoult sur les terrains de l'actuel New Golf, étaient visibles, il y a encore peu, les ruines du château de Lassay, décrit par l'historien et archéologue Arcisse de Caumont qui affirme qu'il était encore pratiquement intact en 1830. Ce château a été construit en 1676 par Armand de Madaillan, comte de Lesparre, marquis de Lassay. Bien en cour à Versailles, alors qu'il courtisait la duchesse de Montpensier, comtesse d'Auge, possessionnée à Honfleur, il s'était dit propriétaire du plus superbe des châteaux normands et l'invita à s'y rendre. C'était un peu enjoliver la réalité : le château n'était alors qu'un simple manoir, il était en cela fidèle à ses origines gasconnes. La duchesse ayant accepté, l'histoire prétend qu'il partit alors sur ses terres et se lança dans la construction d'une demeure de rêve, édifiée en un peu plus d'un mois, qui ne verra finalement jamais la venue de son inspiratrice. Louis XIV fait des paroisses de Benerville, Tourgéville, Saint-Arnoult et Deauville un fief sous le nom de Montcanisy. C'est son fils, comte puis marquis de Lassay, qui fait construire à Paris l'hôtel de Lassay, aujourd'hui résidence du président de l'Assemblée nationale. Le domaine de Montcanisy devient par héritage de sa petite-fille, Adelaïde-Geneviève-Félicité d'O, la propriété du duc de Brancas-Lauraguais. Le duc y donna de somptueuses fêtes en faveur de Madame du Barry, favorite de Louis XV, mais aussi plus tard pour Sophie Arnould (1740-1802), cantatrice à l'opéra de Paris et sa maîtresse. Le château fut vendu pour la somme de 85 000 francs en 1824 à un parisien du nom d'Auger qui le laissa se dégrader.
Lors de la division administrative du territoire français, la commune est intégrée à l'arrondissement de Pont-l'Évêque en 1801, puis à celui de Lisieux lors de la suppression du premier en 1926, ainsi que successivement aux cantons de Touques en 1793, de Pont-l'Évêque en 1801, et de Trouville-sur-Mer depuis 1872.
C'est la vogue des bains de mer qui, ayant fait le succès de Trouville-sur-Mer, va déborder sur l'autre rive de la Touques et créer une nouvelle « colonie » de baigneurs. Et pourtant, en 1870, les Guides Joanne, la référence pour les voyageurs du XIXe siècle, écrivent : « Quoiqu'elle paraisse être simplement le prolongement de celle de Trouville, la plage de Deauville est, en réalité moins commode. ».

### L'origine

La Plage de Deauville, Eugène Boudin, 1865.

C'est Dieppe qui inaugure en France les bains de mer en 1812, elle atteint le succès avec la duchesse du Berry qui y passe la saison. Le relais est pris par Trouville-sur-Mer, qui n'est encore qu'un village, et va se développer avec la nouvelle bourgeoisie française, mais aussi avec l'aristocratie du Second Empire. En 1847, Trouville, pour établir une correspondance régulière avec les trains de Paris qui arrivent maintenant au Havre, construit une longue jetée, à l'embouchure de la Touques, pour faciliter l'accostage des vapeurs. Celle-ci bouleverse les courants marins et du sable s'accumule désormais le long des marais et des garennes de Deauville, repoussant la mer et créant une grande plage de sable.
Tandis que Napoléon III fait construire pour l'impératrice Eugénie la villa Eugénie à Biarritz, des investisseurs créent de toutes pièces de nouvelles « colonies » balnéaires : Cabourg par Durand Morimbeau en 1853, Houlgate par Victor Deslise en 1854 et Villers-sur-Mer par Félix Pigeory en 1856. Parmi les habitués de Trouville, le docteur Joseph Olliffe a acheté une confortable villa sur la plage. Ce médecin mondain de l'ambassade d'Angleterre et du duc de Morny est en vogue à la cour de Napoléon III. Il s'imagine lui aussi en créateur-bâtisseur. Il a sous les yeux les garennes de Deauville à peine bonnes pour la chasse aux lapins, comme d'ailleurs le comte d'Hautpoul, nommé maire de Trouville en 1857, qui cherche à étendre sa ville, coincée entre la Touques et les falaises, et qui, en 1847, annexe le petit territoire d'Hennequeville. Encouragé par Morny, Olliffe investit avec le banquier Armand Donon, de la banque ottomane, la somme de 800 000 francs or pour l'achat de 240 hectares de marais reconnus par l'État propriété de la commune,.
Les travaux de drainage commencent en 1859, au moment où Arcisse de Caumont ne cite de Deauville que la vue magnifique qu'il découvre du haut de la colline où est établie la vieille église paroissiale Saint-Laurent, dont la partie la plus ancienne remonterait au XIe siècle avec des reprises des XIIIe, XVe et XVIe siècles. Sur les pentes autour de l'église sont regroupées les fermes des paysans qui vivent de l'agriculture et de l'élevage. Les marais ou garennes, situés en contrebas du village et sur lesquels allait s'édifier le futur Deauville, servent encore à faire paître les vaches et les moutons. Il faut quatre années, de 1860 à 1864, pour que le Deauville moderne sorte des marais et que sa population soit multipliée par dix.

### Le développement

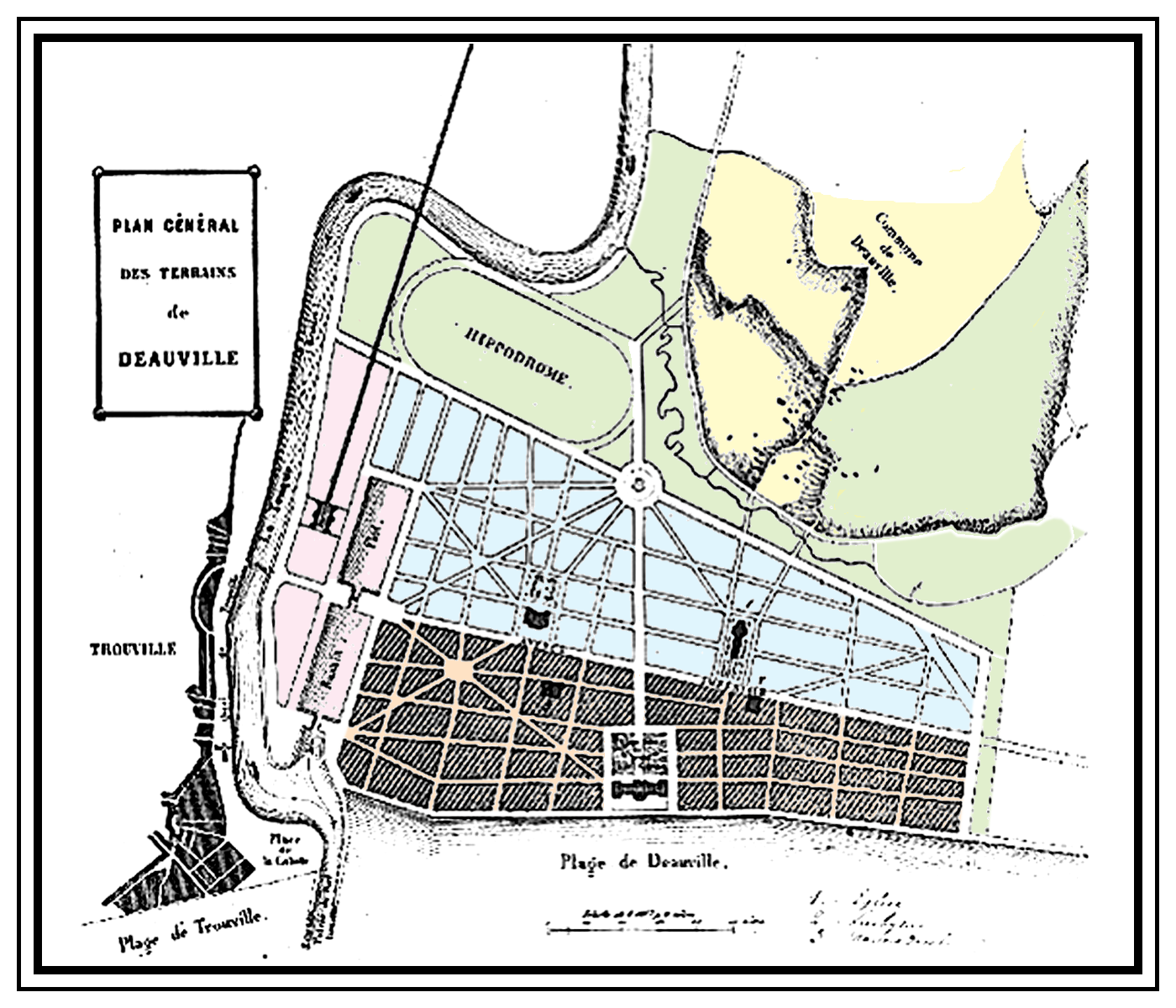
Projet d'urbanisation de la nouvelle station balnéaire de Deauville daté de 1859, très certainement de l'architecte Breney.

Pour assurer la valorisation de leurs investissements, Olliffe et Donon parlent de leur projet à des financiers, comme Delahante, et des architectes, comme Desle-François Breney qui vient de réaliser les plans du casino-salon de Trouville-sur-Mer. Une société est rapidement constituée sous la protection de Morny, discret pour ne pas apparaître dans le montage mais suffisamment présent pour en toucher les intérêts,. Rapidement, de riches familles, telles les Greffulhe ou Sipière, d'autres banquiers, comme les Tenré, Dalloz ou Boitelle, ou encore des agents de change, avec les Dollfus ou Salamanca, achètent des lots pour y faire construire leurs « chalets de villégiature ». La réalisation du plan d'urbanisme, dessiné par Desle-François Breney, est confiée aux entrepreneurs Castor et Mauger, qui bâtissent également pour eux.
Breney partage l'espace en quatre zones : en bord de mer, des lais jusqu'à l'avenue Impériale, la zone résidentielle de luxe avec le casino, en arrière une zone urbaine populaire, au pied de la colline une zone mondaine avec l'hippodrome et le long de la Touques une zone d'activité avec le port et le débarcadère du chemin de fer. L'espace est inscrit dans un quadrilatère, structuré autour d'un cardo avec une avenue reliant le casino en bord de mer à l'hippodrome et l'avenue Impériale, ancien « chemin des douaniers », parallèle à la mer, reliant l'autre rive de la Touques par un pont, et partagé par un quadrillage de larges rues. Exclu du plan d'urbanisme, l'ancien bourg reste exilé en haut de la colline, autour de l'église Saint-Laurent, en liaison avec la zone populaire par le prolongement de ses chemins vicinaux.
Ce plan classique est inspiré à Breney par les principes parisiens du baron Haussmann. Cela a l'avantage de ne pas déboussoler la clientèle qui retrouve à Deauville ses repères urbains, « la haute société se retrouve pour ainsi dire chez elle ».

#### Les grands équipements

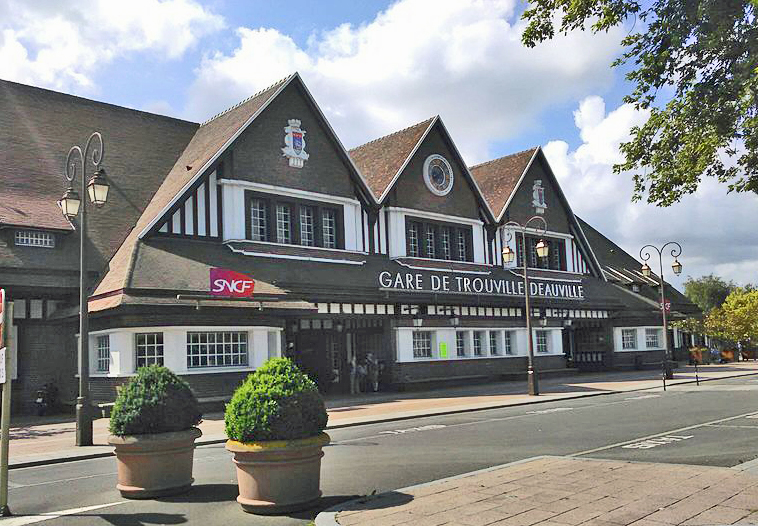
La gare de Trouville-Deauville construite dans un style néo-normand.

Un décret impérial du 25 juin 1860 autorise les travaux, le « pont de l'Union » entre Deauville et Trouville est inauguré en 1861.
Pour des raisons aujourd'hui inconnues, la zone portuaire n'est pas réalisée, même si les liaisons avec l'ancien Deauville le sont. Morny exploite l'espace libre en étendant la superficie de l'hippodrome. Sa réalisation est confiée à l'architecte de Saint-Germain. L'inauguration de l'hippodrome en août 1863, en même temps que la gare, lance pour de nombreuses années les mondanités deauvillaises de la saison estivale.
Pour éviter le détour par Le Havre, il faut prolonger la ligne de chemin de fer à partir de Lisieux. Morny, actionnaire de la Compagnie des chemins de fer de l'Ouest, comme Charles Laffitte, concède à ce dernier des terrains près de sa propriété. Laffitte y fait construire le Grand hôtel et favorise la prolongation de la ligne de Lisieux à Deauville. La gare est inaugurée en 1863.
Olliffe et Donon rétrocèdent aux Domaines des terrains pour le creusement d'un avant-port éclusé et d'un bassin à flot, dans le prolongement des digues construites par Trouville qui ne dispose que d'un port d'échouage à l'embouchure de la Touques. Le bassin à flot mesure 300 m de long pour une largeur de 80 m et comporte une cale de débarquement. La « presqu'île de la Touques », comprise entre le bassin à flot et le fleuve, est concédée à des entreprises spécialisées dans le traitement de la houille venant d'Angleterre et du bois importé des pays nordiques. Pour faciliter le transport des marchandises, un embranchement de la ligne de chemin de fer est prolongé jusqu'à la presqu'île. Le nouveau port de Deauville est inauguré le 1er août 1866.
Entre 1860 et 1864, toute l'infrastructure est réalisée, les marais asséchés, les dunes aplanies et les rues tracées. Elles sont surélevées de 1,50 m par rapport au niveau initial des marais, ce qui oblige les propriétaires à combler leur parcelle et à faire construire sur sous-sol. Entre la plage et le premier rang de villas qui doivent être en recul de 10 m, « La Terrasse », une digue-promenade longue de 1 800 m et large de 20. Commencée en 1860, elle est terminée en 1864 et possède un éclairage public grâce à l'usine à gaz construite dès 1861. Sur son parcours est construit l'hôtel des Terrasses, aujourd'hui démoli, sur les fondations duquel est bâti le lycée de Deauville, utilisé comme établissement d'internement de prisonniers allemands en 1944.

Deauville dans les années 1860 par Eugène Boudin
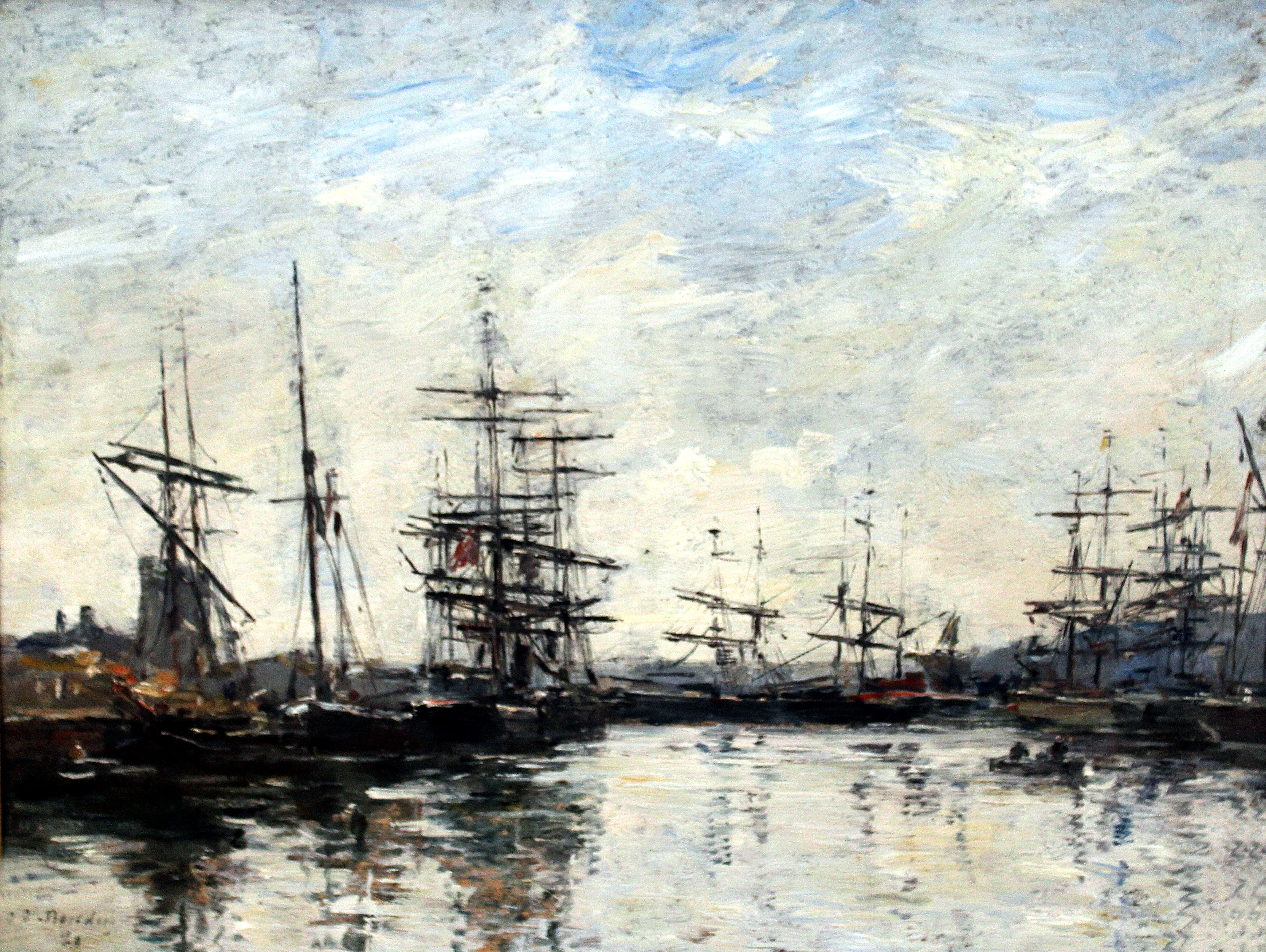
Le Port de Deauville, vers 1860, musée des Beaux-Arts de Leipzig.
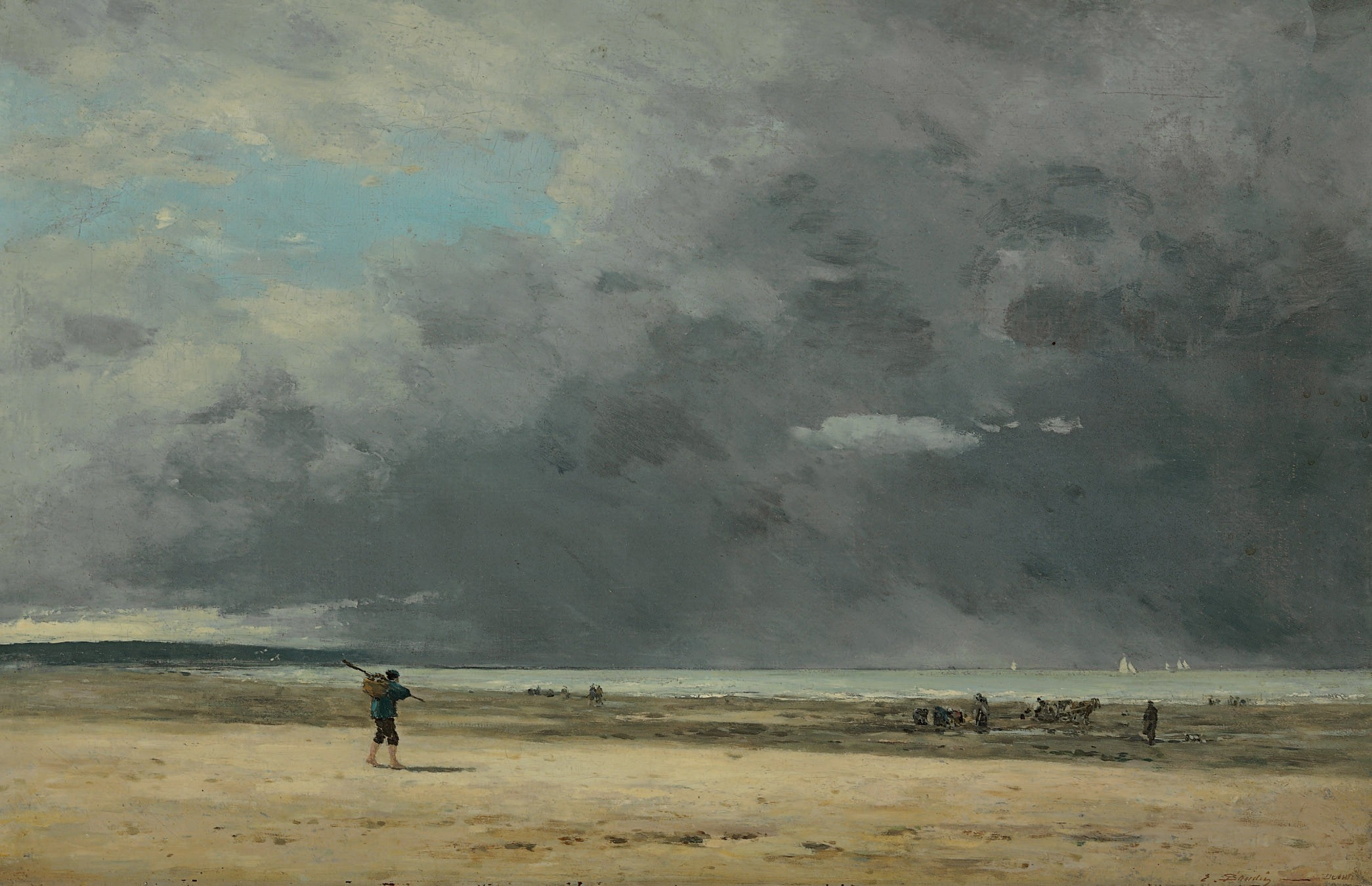
Deauville, marée basse, 1860-1865, collection privée, bente 2021.
La Plage de Deauville, 1864, Cleveland Museum of Art.
Baignade à Deauville, 1865, Washington, National Gallery of Art.
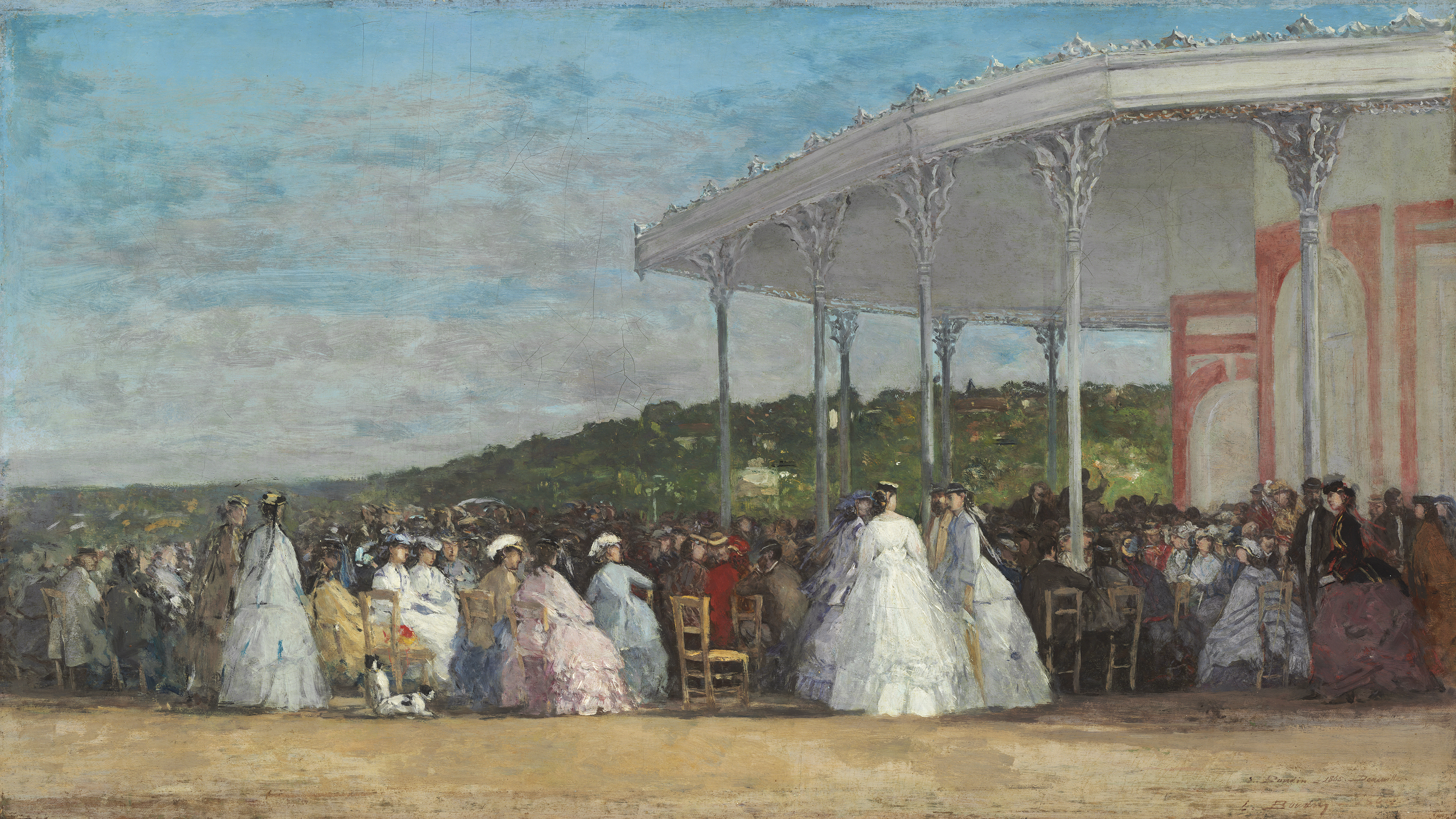
Concert au casino de Deauville, 1865, Washington, National Gallery of Art.
La Jetée de Deauville, 1869, musée d'Orsay, Paris.

#### La promotion immobilière

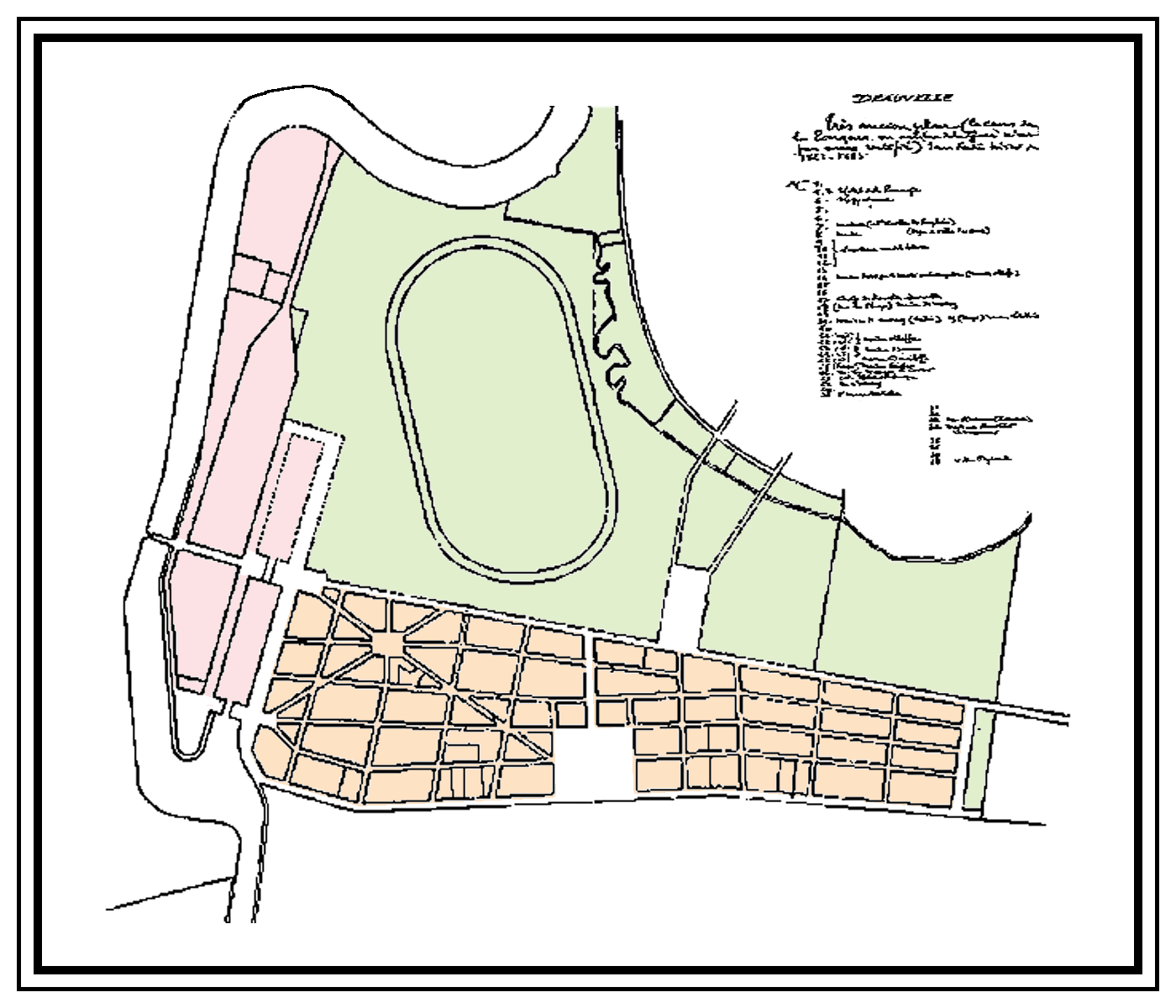
Plan de la nouvelle station balnéaire de Deauville daté entre 1860 et 1870, dessiné par Henry Lecourt, d'après un plan dressé par le maire et architecte Breney.

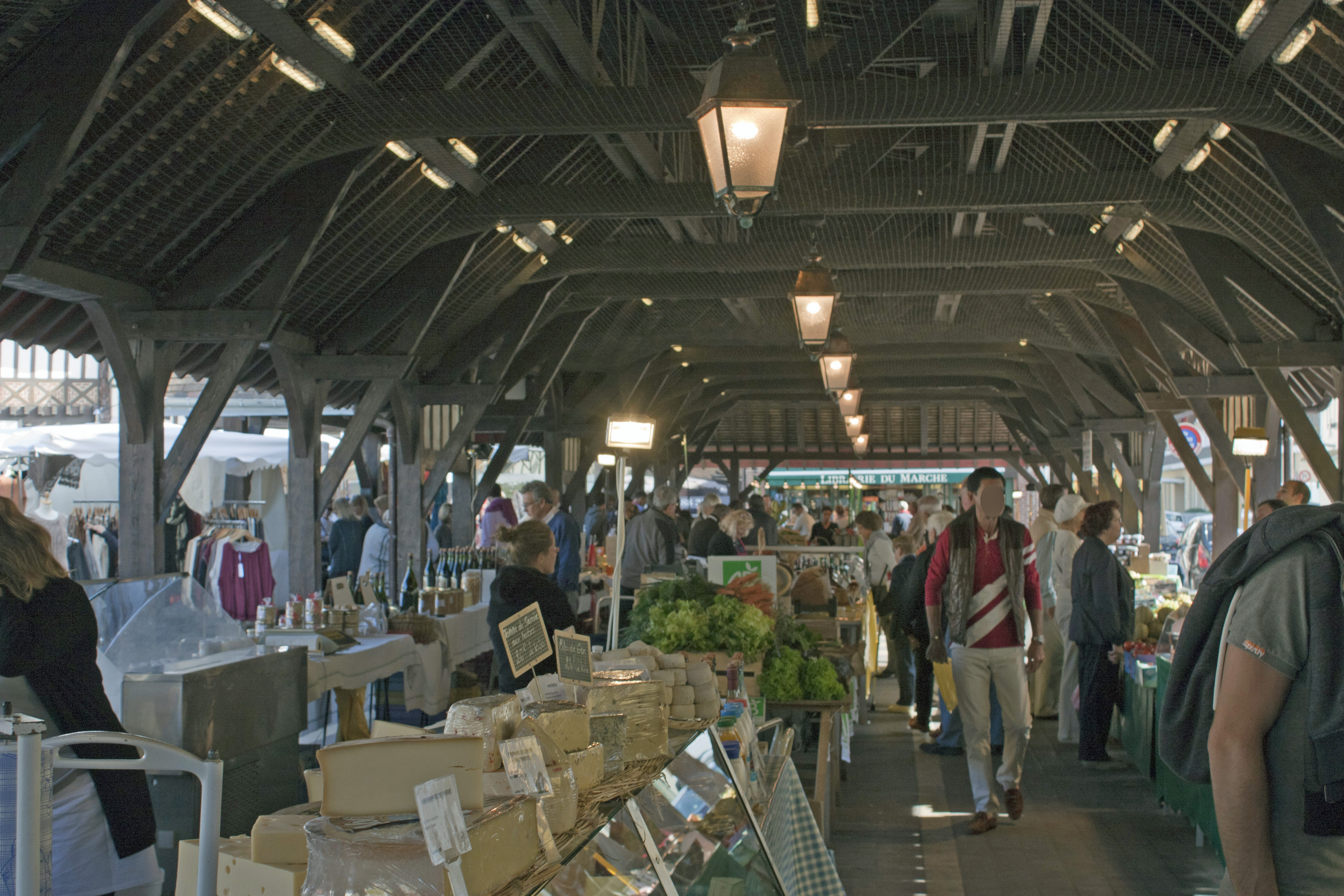
Le marché de Deauville.

Les fondateurs sont les premiers à construire leurs villas sur de vastes parcelles. Morny fait réaliser la villa Sergewna, Olliffe le Victoria Loge et Donon la villa Élisabeth. Les investisseurs se disputent les meilleures parcelles, celles disposant d'un accès direct à la plage avec vue sur la mer. Les architectes dessinent les plans des villas dans le « style éclectique », un savant mélange de styles régionaux et historiques. Ces villas doivent être ostentatoires et afficher la réussite sociale de leur propriétaire, « partout l'élégance, partout l'inattendu, partout la fantaisie dans ce qu'elle a de plus exquis et de plus ingénieux. Ici, un chalet russe aux délicates arabesques ; à côté, une maison hollandaise avec tour et pignon étayés ; plus loin, deux villas construites dans le style le plus pur de l'ancienne architecture anglaise, plus loin encore et sur tout le profil de la terrasse, une série de créations fantastiques, réunissant toutes les variétés et tous les genres, réunissant même toutes les nationalités. C'est ainsi que Suisses, Espagnols, Anglais, Américains, Hollandais et même Turcs, réalisent par leurs excellents rapports le rêve si cher aux utopistes de la fraternité universelle ».
Par opposition à Trouville, station balnéaire, Deauville se veut « ville de plaisirs ». Un établissement hydrothérapique est quand même construit en 1862 à l'extrémité de la digue-promenade près de la Touques. Il propose des bains chauds et froids, d'eau douce ou d'eau de mer. Il loue aux estivants des cabines de bains fixes ou mobiles ainsi que le mobilier de plage nécessaire. Le casino au centre de la promenade fait face à un parc de trois hectares. À l'arrière de celui-ci, « les Arcades » (toujours visibles aujourd'hui) encadrent la perspective, avec des boutiques sur rue et des logements en location à l'étage. Le casino est inauguré le lendemain du 14 juillet 1864. D'un côté du casino, le « Grand Hôtel du Casino », de l'autre, un espace vide attend la construction d'un deuxième hôtel.
Architecte et actionnaire de la Société immobilière, Desle-François Breney est nommé maire de Deauville en 1861. Il sait concilier les intérêts de la commune et ceux des investisseurs. La municipalité prend à sa charge l'entretien de certaines rues en échange de terrains pour la construction de bâtiments publics. En 1864, deux terrains sont cédés pour la construction de la nouvelle église Saint-Augustin et de son presbytère. L'année suivante, trois nouvelles cessions pour la construction de l'école, du marché couvert et du temple pour la colonie anglaise. Il dessine les plans de ces constructions avec l'architecte parisien André Jal.
Comme Haussmann à Paris, Breney favorise la mixité sociale. Autour de l'actuelle place de Morny et le long de la rue du Casino, se crée, à partir de 1863, un quartier marchand abritant commerçants, personnel hôtelier (pas tous), gens de maison et ouvriers du bâtiment. Des maisons avec jardin, mais aussi des immeubles bas accolés, abritent en rez-de-chaussée des boutiques et en étages toute cette société laborieuse et au centre près de la place Morny la place du marché réputée pour ses produits locaux.

### La crise et la Belle Époque

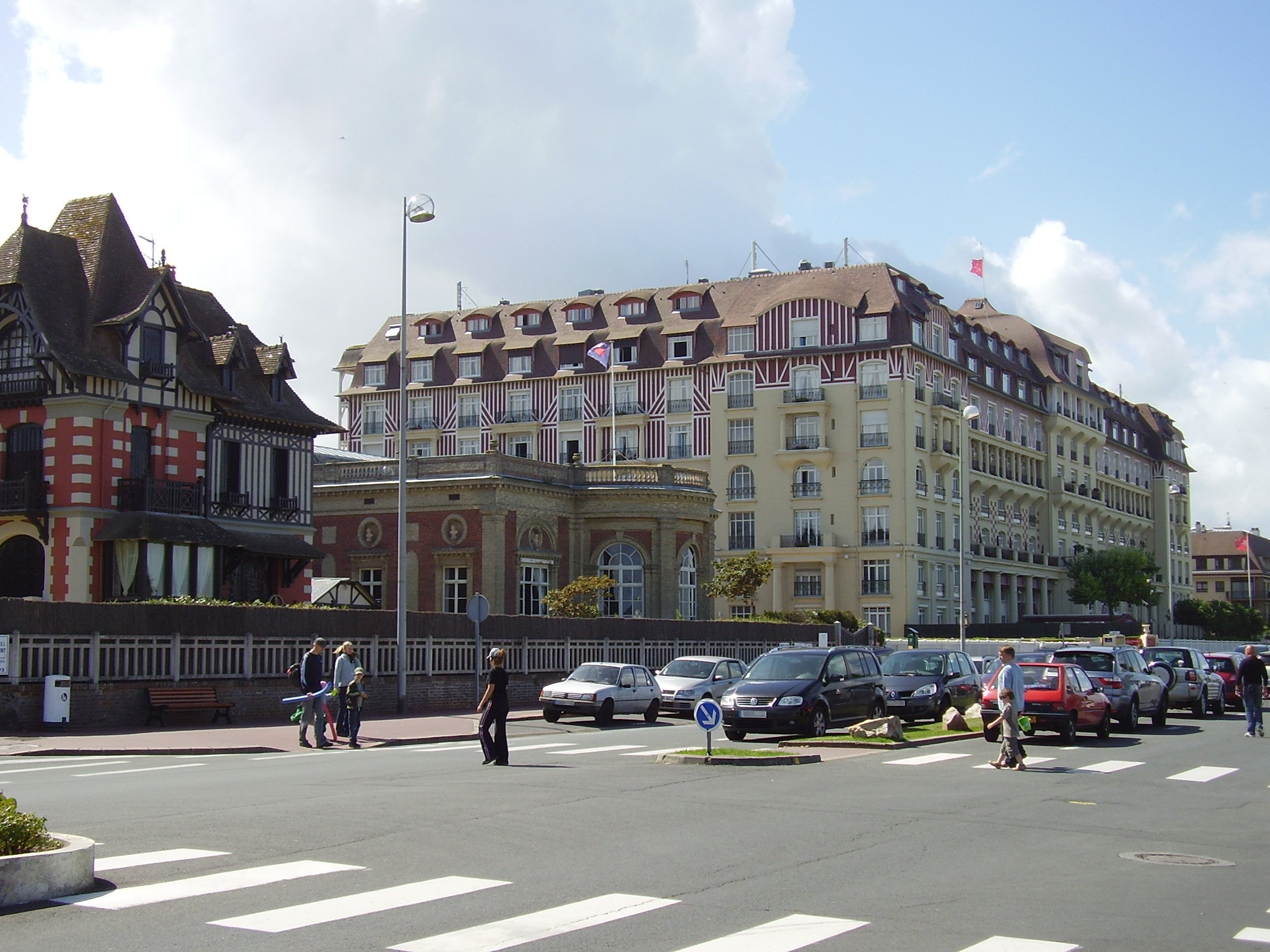
Le Cercle des propriétaires, et l'Hôtel Royal.

La bordure maritime du pays d'Auge s'est fortement modifiée durant ces vingt dernières années. De petits villages agricoles sont devenus dans ce laps de temps des villes balnéaires connues et courues souvent du monde entier. Suivant un classement des guides Joanne, d'abord des villégiatures de « grande bourse », Trouville-sur-Mer, une station balnéaire internationale, Deauville, la ville des plaisirs de l'aristocratie d'Empire, Houlgate, le rendez-vous de la bourgeoisie industrieuse et Cabourg, un centre littéraire et théâtral, et puis des stations de « petites bourses » comme Honfleur, une ville d'artistes peintres, et Villers-sur-Mer, une station familiale. En 1868, le Guide Conty, Côtes de Normandie parle ainsi de Deauville : « Deauville est-il appelé à soutenir sa réputation factice et exagérée, et les familles vraiment bourgeoises se décideront-elles jamais à voir y implanter « leur tente » ? J'en doute fort […] Ajoutons qu'en raison des sables mouvants, Deauville ne vaut pas, à beaucoup près, Trouville, ni comme plage, ni comme végétation. […] En effet, tout, à Deauville, est prétentieux, même jusqu'à la mer, après laquelle il faut courir. « En un mot, je me résume : beaucoup de sable et beaucoup trop de poudre aux yeux. » ».

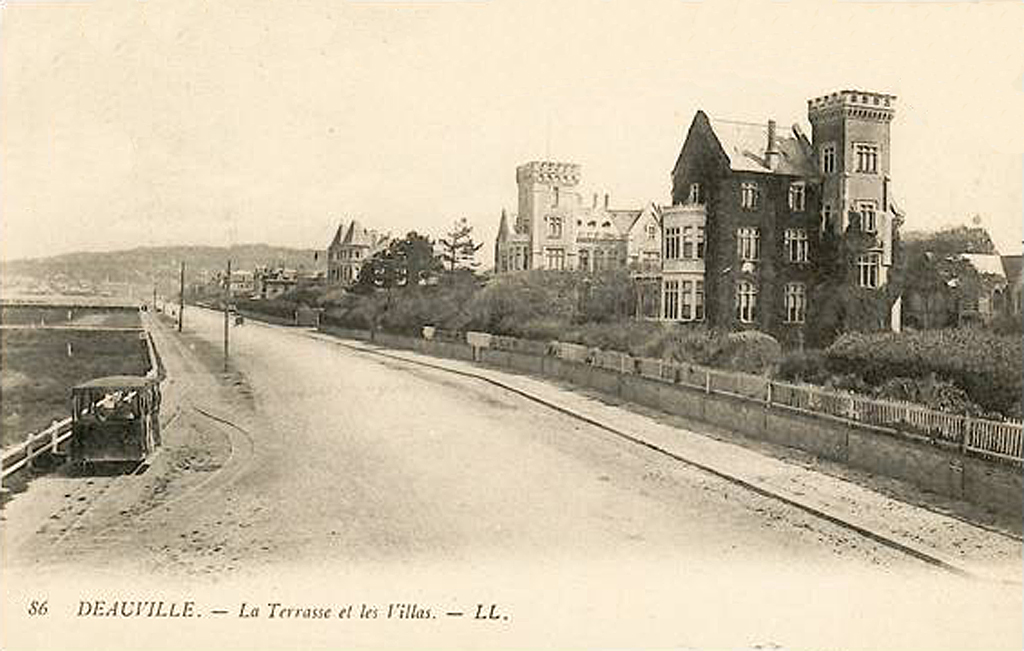
Le tramway.

Le décès du duc de Morny en 1865 n'affecte pas le développement de Deauville, celle-ci ayant déjà acquis une dynamique propre. Le coup fatal vient de la chute de l'Empire en 1870 : en une saison, l'aristocratie d'Empire se fait discrète et déserte ses villas deauvillaises. Le port n'aura jamais de deuxième bassin à flot et l'établissement hydrothérapique est même détruit en 1877 par manque de clientèle. La crise économique de 1870 raréfie le trafic marchand maritime au profit du Havre ; les entreprises industrielles, principalement des scieries de la « presqu'île de la Touques » disparaissent. Si le deuxième hôtel de luxe n'est pas construit à côté du casino, sur son emplacement s'édifie, en 1875, le « Cercle des propriétaires » réservé aux grands propriétaires d'écuries de courses.

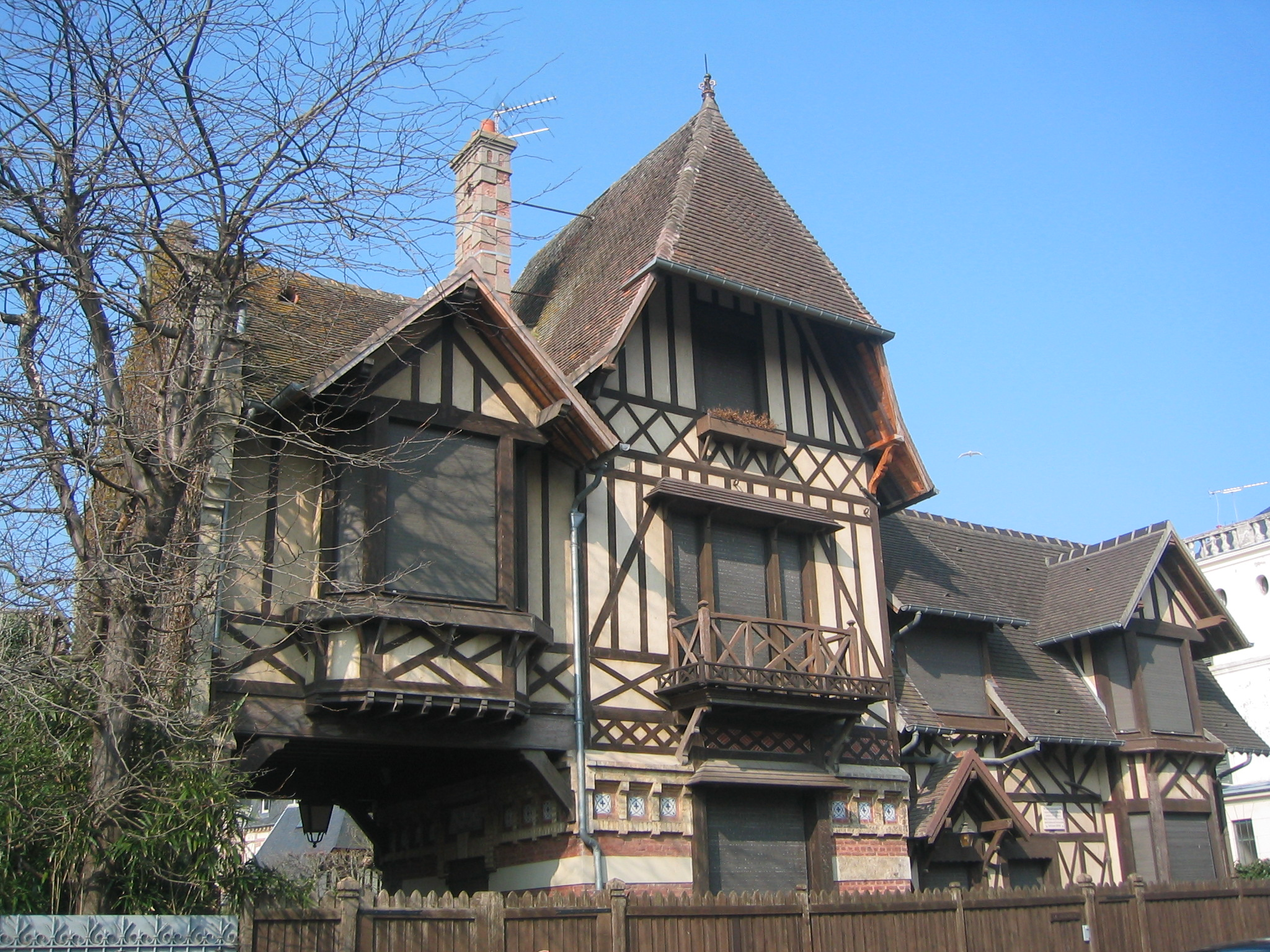
La villa Breloque construite en 1884 par Eugène Boudin

Aux bouleversements politiques et à la crise économique, vient s'ajouter une crise écologique. La modification du rivage, due aux jetées de l'embouchure de la Touques, et qui avait créée la plage de sable de Deauville, est encore amplifiée par la création de l'avant-port. Une forte tempête, lors de l'hiver 1874-1875, jette sur le rivage un banc de galets à 300 m de « la Terrasse », formant une « noue » entre elle et la plage. La Société des bains de mer tente de transformer cette réserve d'eau en lac sans résultat ; le lac se comble petit à petit créant un lais de 15 hectares obligeant à la construction d'une estacade en bois pour atteindre la mer. En 1883, les Domaines cèdent une partie du terrain non aedificandi gagné sur la mer aux propriétaires riverains, à charge pour ceux-ci de créer une nouvelle terrasse empierrée de 10 m de large et de prolonger les rues d'accès jusqu'à celle-ci. Jusqu'en 1881, Deauville n'a pas de bâtiment administratif. C'est à cette date qu'est construite la mairie qui abrite alors la poste puis plus tard un commissariat de police, avant que les façades soient transformées, dans les années 1960, en style néo-normand. Pour terminer le siècle, le ministère de l'Intérieur ferme le casino pour irrégularités en 1889. Il est racheté, avec le Grand Hôtel du Casino, en 1893 par Edmond Blanc, grand propriétaire d'écuries de courses. Celui-ci démolit le casino en 1895 et prolonge l'avenue de l'Hippodrome jusqu'à « la Terrasse ». Ainsi se termine la Belle Époque pour Deauville.
Le peintre Eugène Boudin a peint le port de Deauville tout au long de sa carrière, l'enregistrant au fur et à mesure qu'il se développait et devenait de plus en plus fréquenté par le commerce, les bateaux de pêche et les yachts de riches visiteurs.

Deauville années 1880-1890 par Eugène Boudin
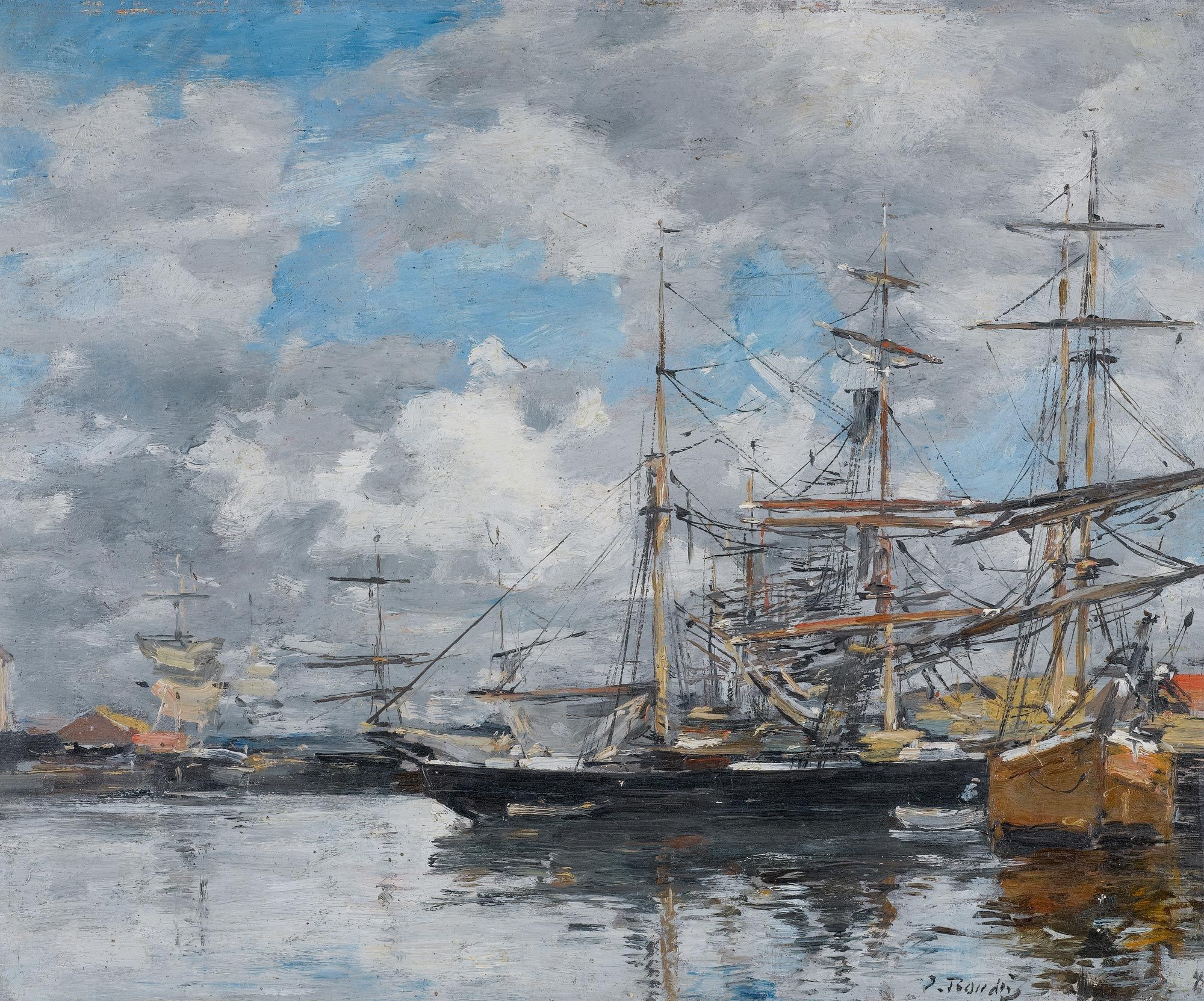
Le Bassin de Deauville, 1877-1881 Collection privée, Vente 2012
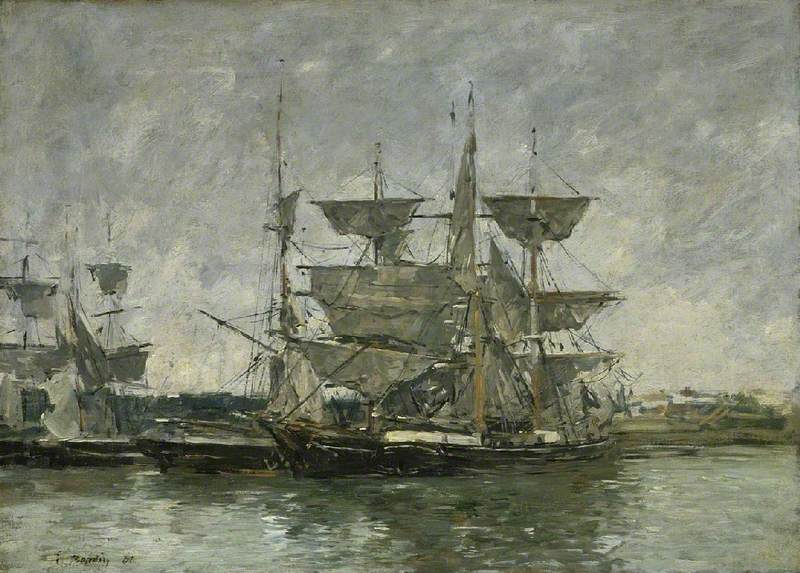
Bateaux à quai, Deauville, 1881 Cambridge, Fitzwilliam Museum
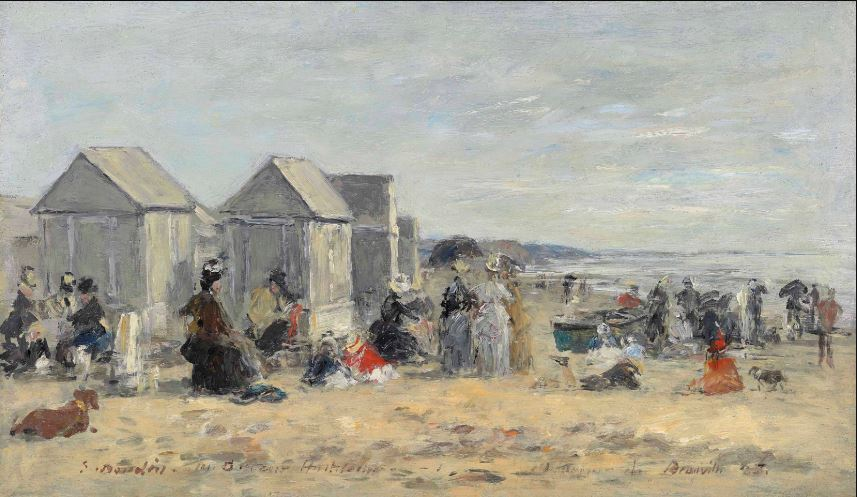
Deauville, scène de plage, 1887 Collection privée, Vente 2018
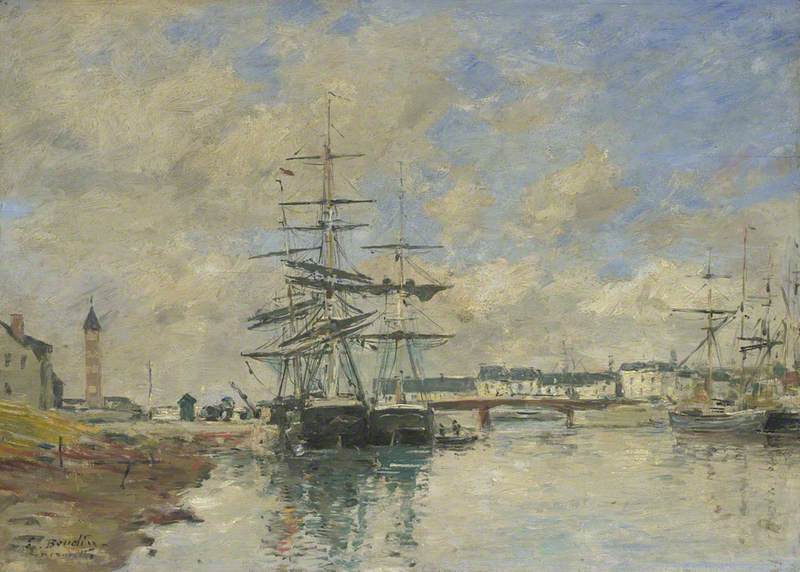
Le Port de Deauville, 1888-1890 Londres, National Gallery
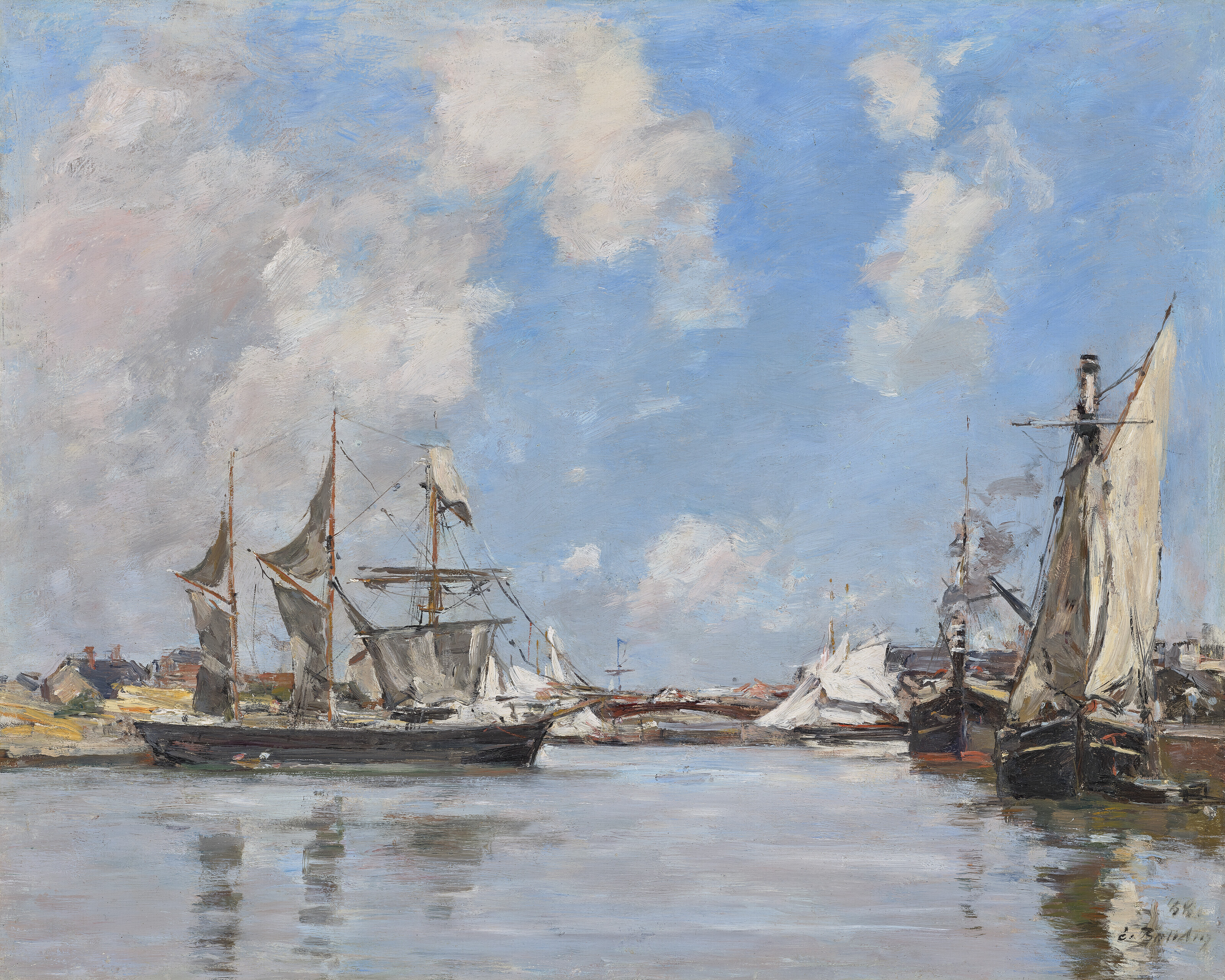
Deauville. Le Bassin, 1888 Collection privée, Vente 2022
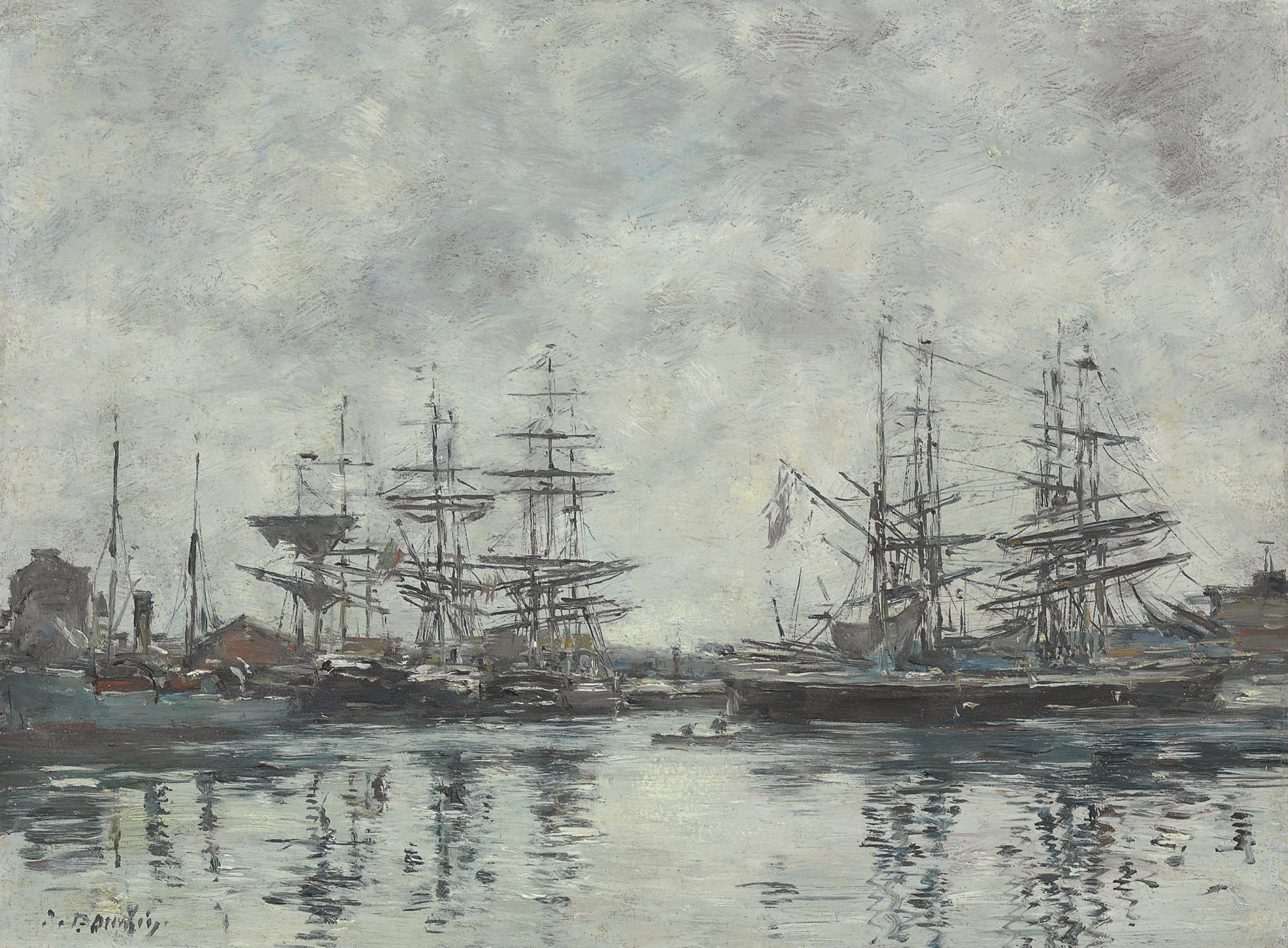
Deauville, le bassin , 1888-1895 Collection privée, Vente 2008
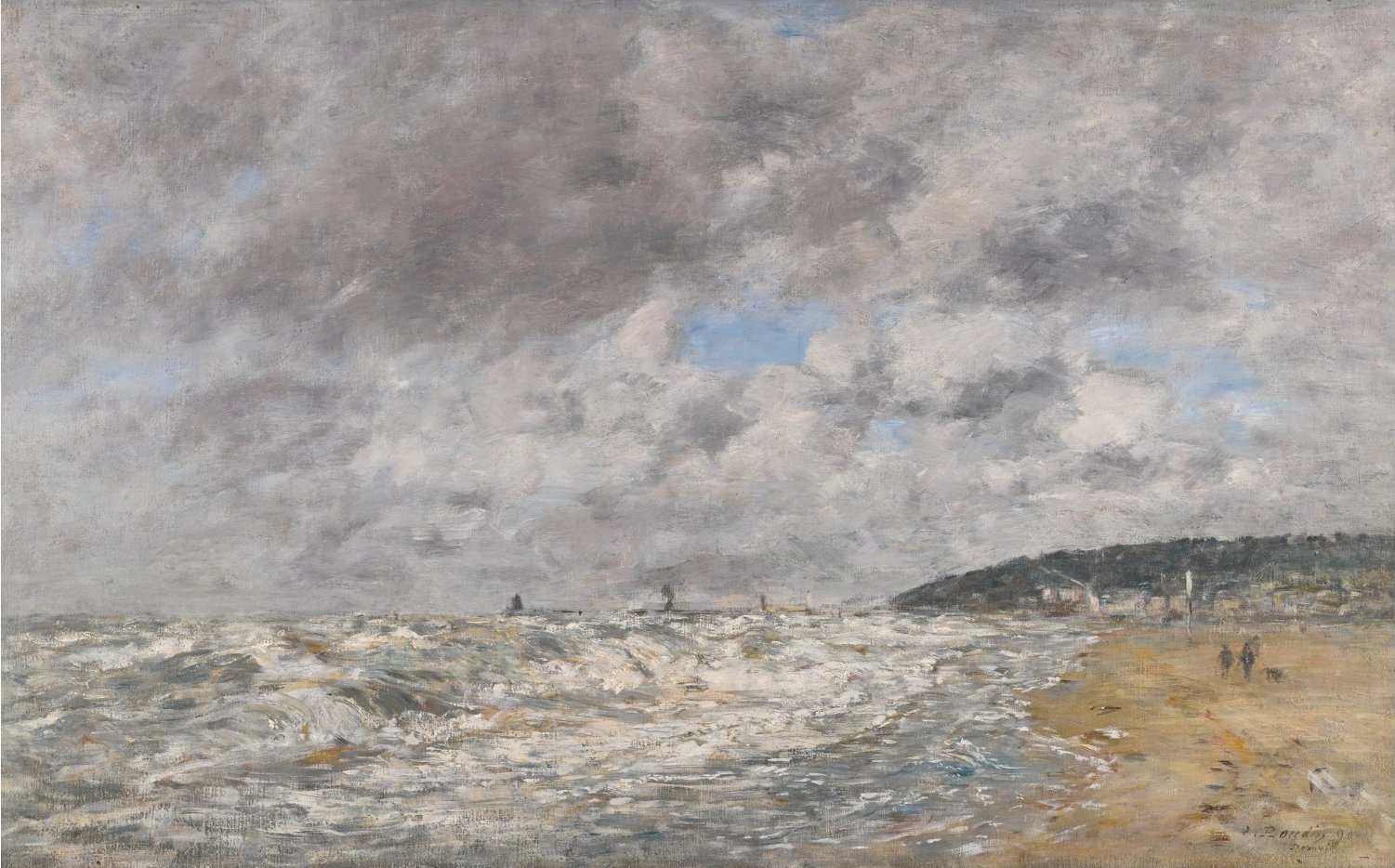
Deauville, le Rivage Par Gros Temps, 1890 Collection privée, Vente 2016
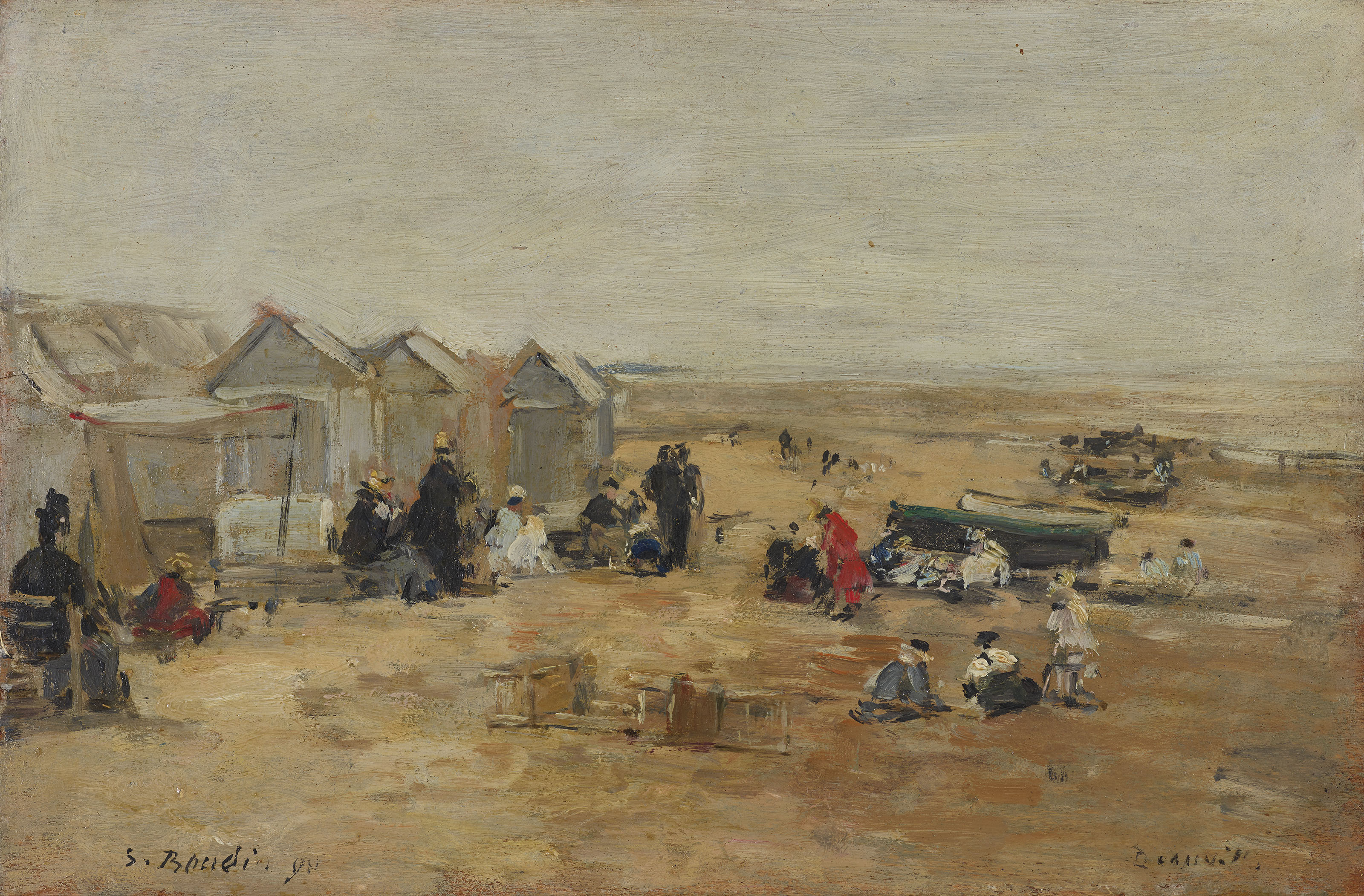
Deauville, Scène de plage, 1890 Collection privée, Vente 2020
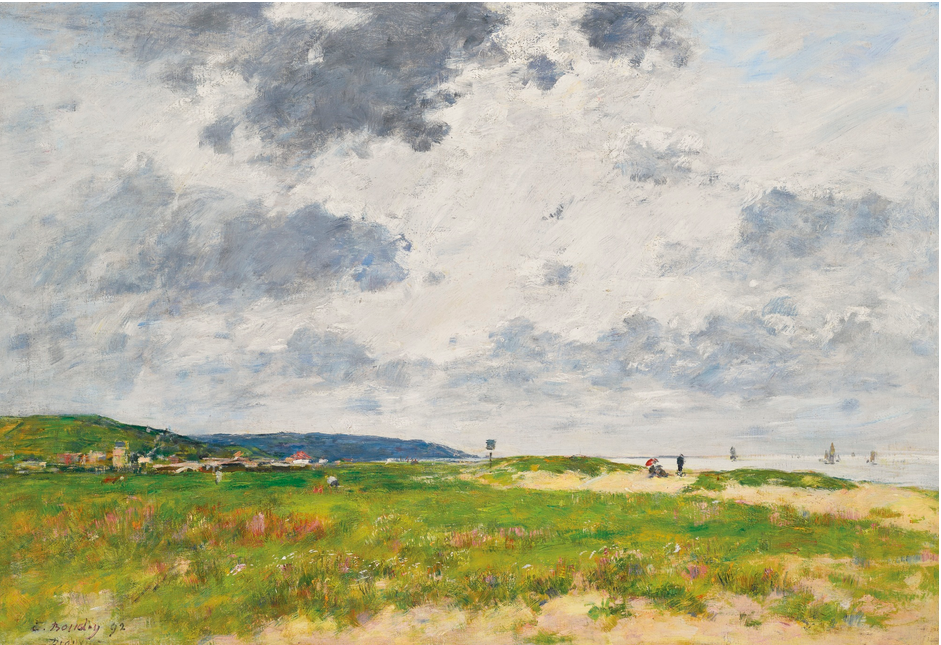
Deauville. La Dune, 1892 Collection privée, Vente 2016
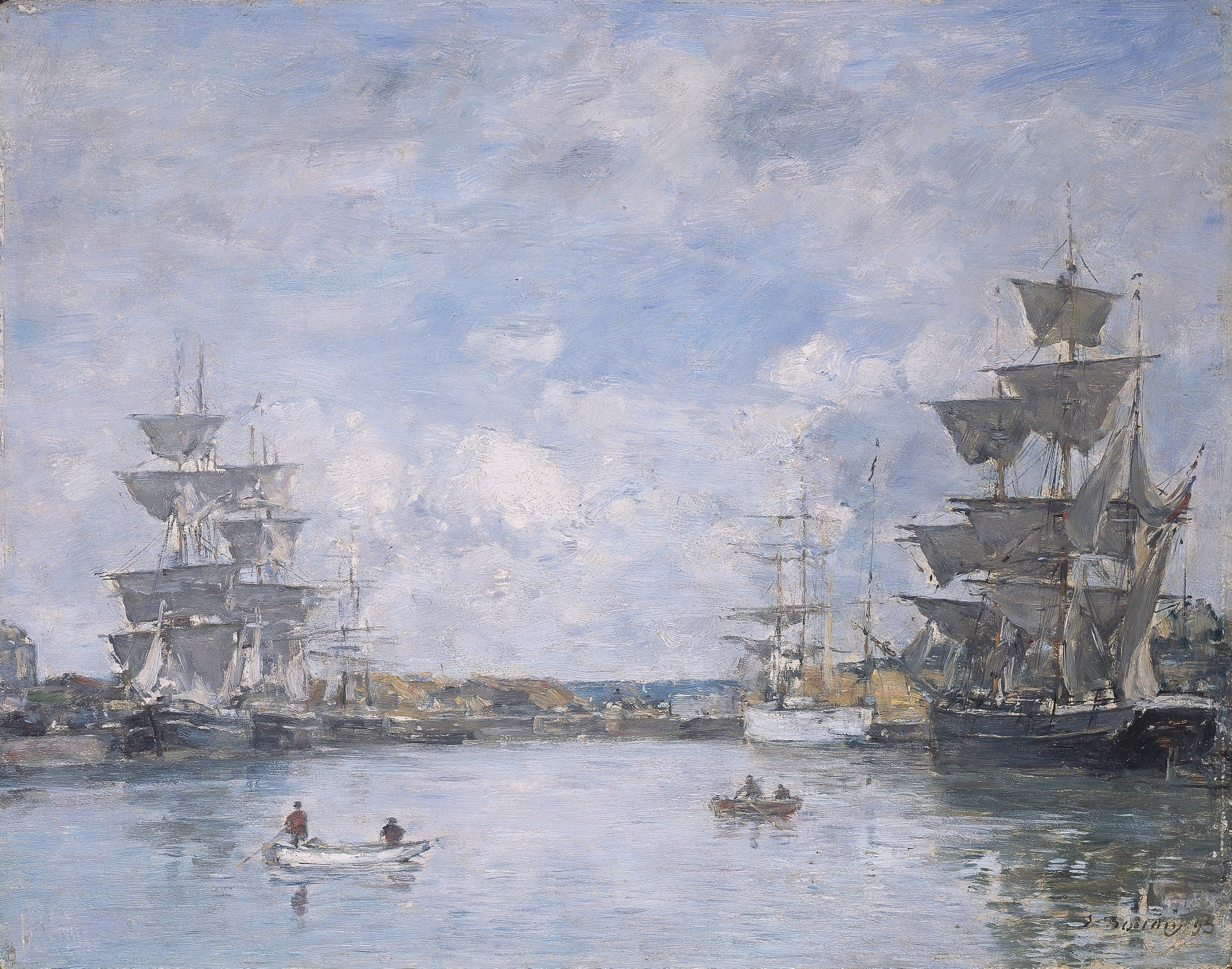
Deauville. Le Bassin , 1893 Collection privée, Vente 2008
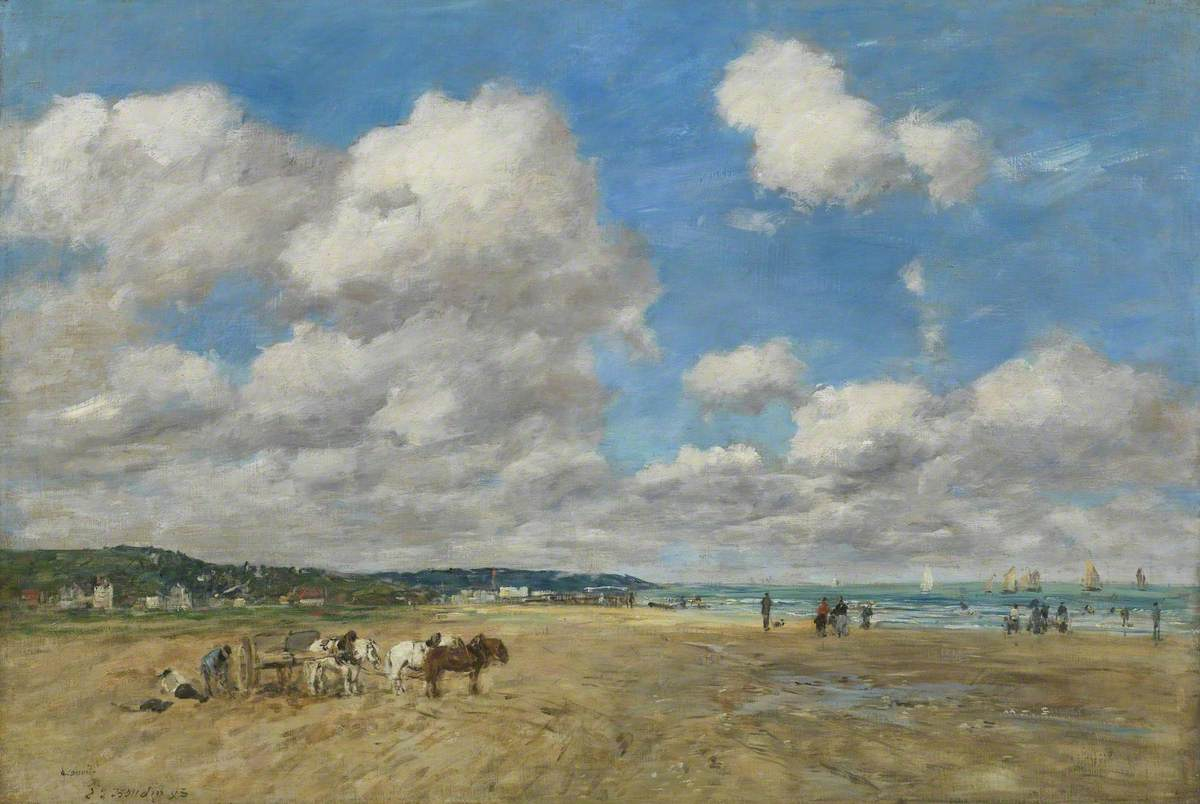
Deauville, 1893 Institut Courtauld, Londres
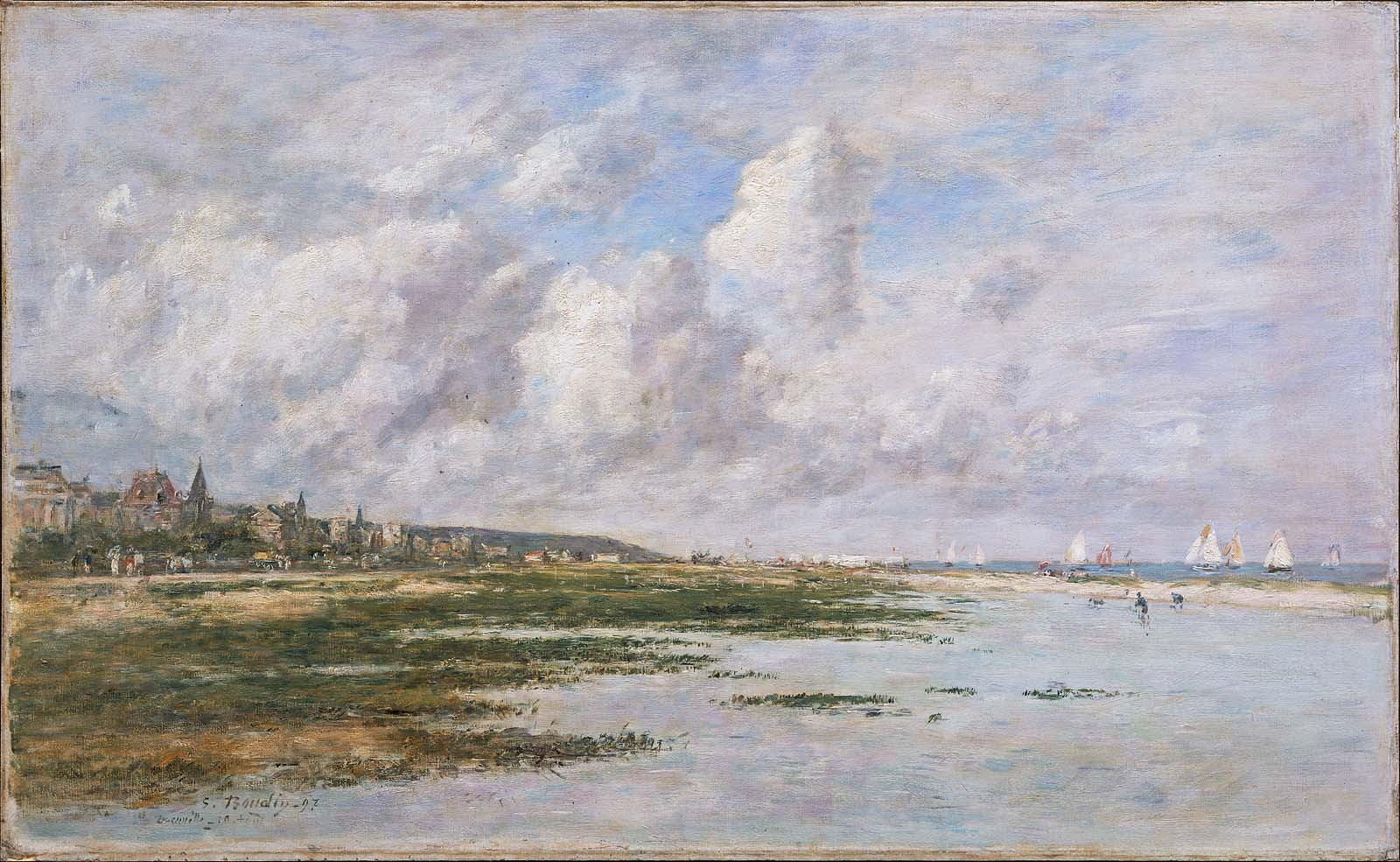
Deauville à marée basse, 1895 Musée des Beaux-Arts (Boston)
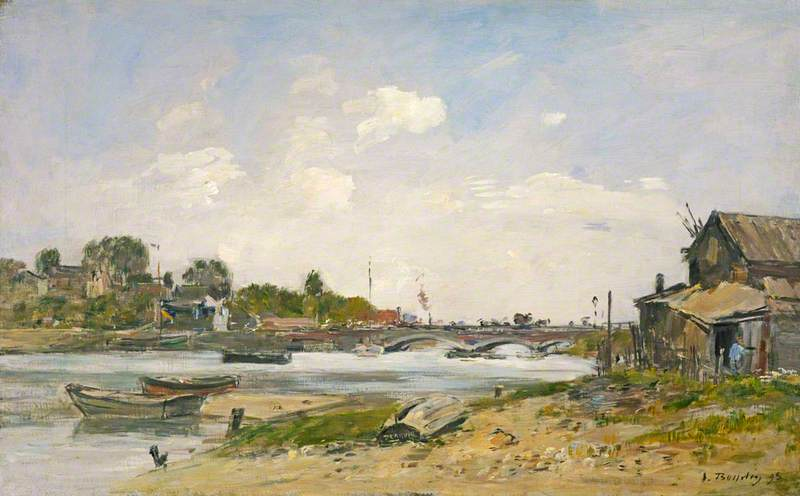
Le Pont sur la Touques à Deauville, 1895 Édimbourg, Galerie nationale d'Écosse
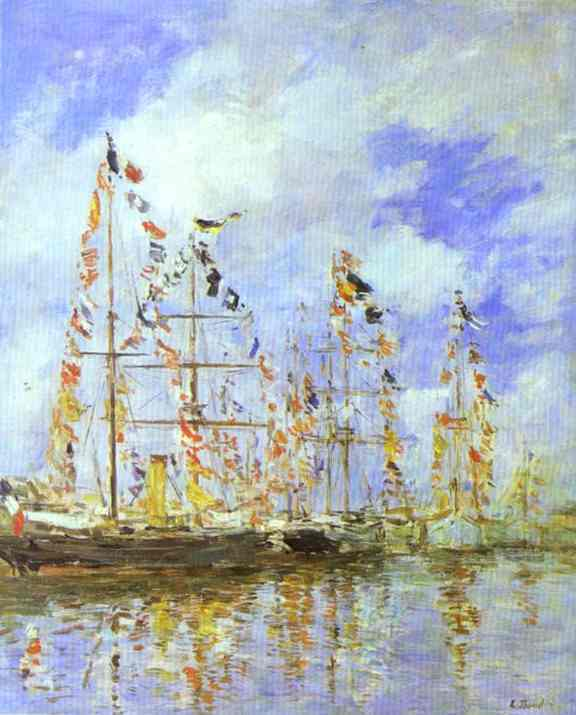
Bassin des Yachts à Deauville, 1895 Washington, National Gallery of Art
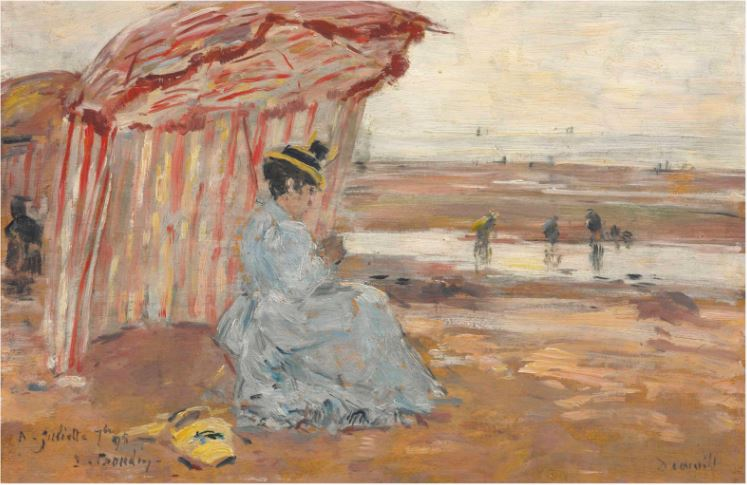
Deauville, Juliette sous la tente, 1895 Collection privée, Vente 2018
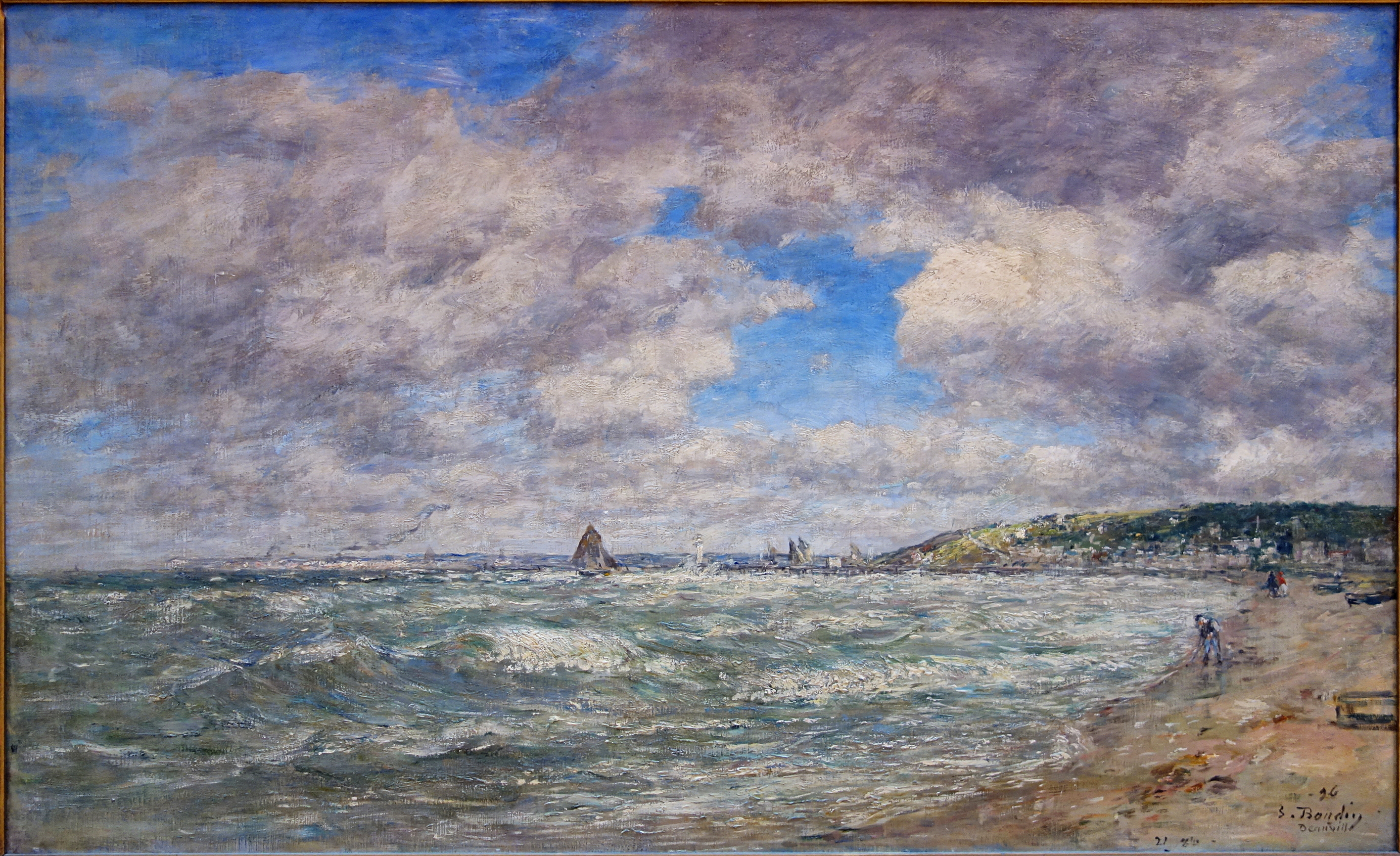
Le Rivage de Deauville, 1896 Palais des Beaux-Arts de Lille
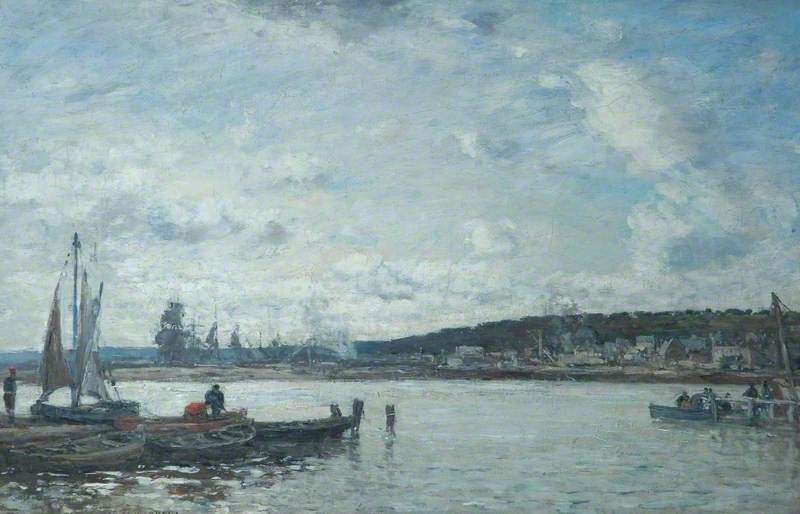
Le Ferry à Deauville Bowes Museum Barnard Castle
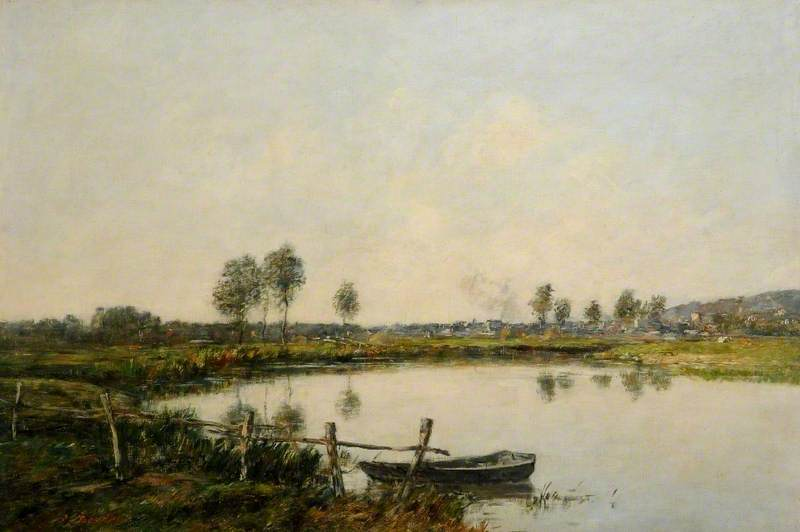
Les Prés inondés à Deauville Sheffield Galleries

### Le second souffle et les années folles

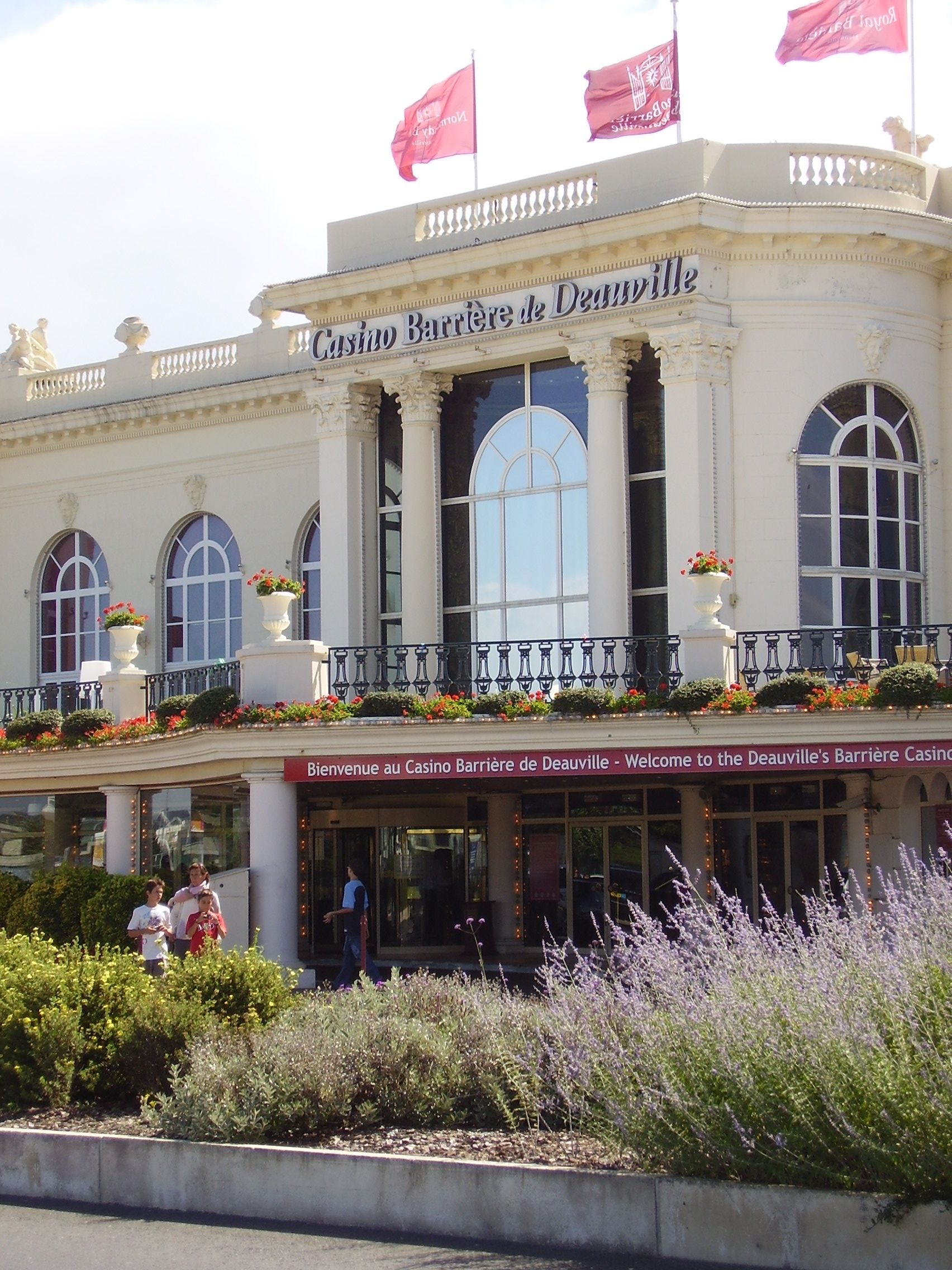
Le casino de Deauville.

Au début du XXe siècle, Deauville demeure dans l'ombre de Trouville-sur-Mer, station plus réputée pour la clientèle parisienne. Le nouveau maire, Désiré Le Hoc, décide de relancer Deauville. Il fait appel à Eugène Cornuché, exploitant du casino de Trouville depuis 1909. Celui-ci s'installe à Deauville, se rend acquéreur en 1910 du Grand Hôtel du Casino et fait construire à sa place un nouveau casino inauguré le 10 juillet 1912. Dès l'inauguration, le nouvel établissement de jeu de Deauville supplante celui de Trouville, et la croissance de Deauville est amorcée. En 1912 est aussi ouvert lhôtel Normandy et en 1913, un second palace, lhôtel Royal, est construit à l'emplacement de la villa La Louisiane du baron Erlanger et de celle du duc de Morny, tournant ainsi une page de l'histoire de Deauville. En effet, ces hôtels sont pris d'assaut pour leur modernité et leur confort, alors que les villas sont difficiles à entretenir et ouvertes uniquement pendant l'été.
Pendant la Première Guerre mondiale, le Royal, comme beaucoup d'autres hôtels normands, est transformé en hôpital militaire complémentaire pour recevoir des blessés directement du front grâce à la ligne de chemin de fer. La villa des Flots, construite par Botelle, préfet de police du Second Empire, achetée en 1867 par le comte de Gontaut-Biron, est démolie en 1911 pour faire place au Normandy-Hôtel.
Le rivage continuant à reculer, 17 nouveaux hectares de lais sont cédés à la municipalité en 1913. La ville de Deauville construit le club de tennis Lawn-Tennis. Elle rétrocède de nouveau des terrains aux riverains en 1917, mais cette fois-ci sans servitude ; ils peuvent transformer ces nouveaux espaces en jardins. Les parties restant à la commune sont aménagées en espaces verts par l'architecte parisien Jean-Claude Nicolas Forestier.
En 1911, le comte Le Marois fait construire les tribunes de l'hippodrome de la Touques en s'inspirant de celles de Longchamp. En 1912 et en 1913, l'architecte Théo Petit, conçoit, à l'arrière du casino, un ensemble de boutiques de luxe pour, entre autres, le joailler Van Cleef & Arpels et la styliste Coco Chanel. Il y incorpore le café de la Potinière. Les Magasins du Printemps ouvrent leur première boutique hors de Paris, dessinée par les architectes Georges Wybo et Émile Mauclerc.

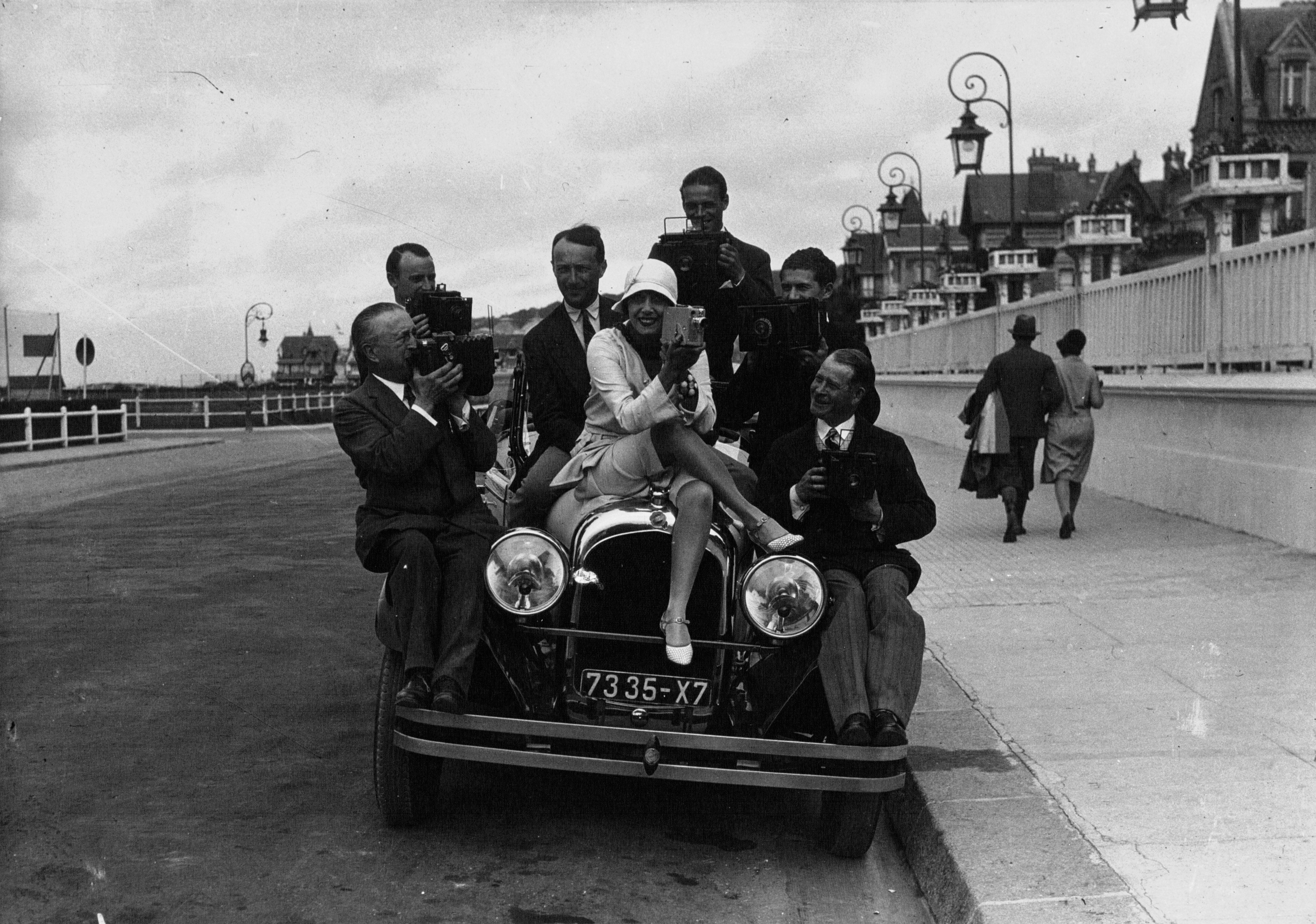
Mistinguett posant à Deauville en 1929, sur le capot de sa Chrysler Imperial décapotable.

Le 12 mai 1921, la commune reçoit le même jour que Trouville-sur-Mer, le label officiel de station climatique. Le Casino de Deauville, lieu de rencontres et de mondanités, connaît des soirées de gala réputées, ainsi qu'une grande activité dans les salles de jeu. La période des Années folles marque le sommet de cette réussite avec des grands personnages comme le roi Alphonse XIII d'Espagne ou bien encore André Citroën. C'est en 1924 que sont ouverts les Bains pompéiens, avec les célèbres « Planches » et en 1929 qu'est créé le yacht-club. Le troisième palace, l'hôtel du Golf, n'est pas construit à Deauville, en 1927, mais dans la commune de Saint-Arnoult par François André, successeur d'Eugène Cornuché.
L'exiguïté de la commune limite son expansion. Avec les revenus que lui procure le casino, la commune de Deauville se porte acquéreur, en 1927, de terrains à Tourgéville et Benerville-sur-Mer pour y aménager l'hippodrome de Clairefontaine. En 1930, elle renouvelle l'opération sur la commune de Saint-Gatien-des-Bois pour l'établissement d'un aérodrome.
Dans les années 1930, Deauville n'est pas épargnée par la crise internationale qui atteint la France. Le maire, Robert Fossorier, réagit en élaborant un programme d'économies qui met Deauville de nouveau en sommeil jusqu'à l'après-guerre.

### La Seconde Guerre mondiale
Pendant la Seconde Guerre mondiale, Deauville est occupée par l'armée allemande. La ville est peu habitée : en mai 1943, les enfants et les vieillards ont été évacués vers l'intérieur. Elle se trouve maintenant en zone littorale interdite à toute personne n'y habitant pas avant guerre. La ville a perdu son aspect de cité souriante, les hôtels de bord de mer et le casino sont recouverts d'une peinture bariolée de camouflage, les villas du front de mer sont délabrées et souvent vidées de tout ce qui pouvait être utilisable par les troupes d'occupation. La villa Citroën est transformée en Soldatenheim, foyer des soldats. La plage est envahie d'ajoncs et de broussailles qui font concurrence aux barbelés. Les rues qui débouchent sur la promenade sont coupées de fossés anti-chars. Une voie ferrée sort de la gare et court sur des traverses directement posées sur le revêtement de l'avenue de la République avant d'escalader le coteau en direction des fortifications du mont Canisy. Le 19 août 1944, le « kommandant major » Rimmer convoque les autorités municipales, le maire Robert Fossorier, ses deux adjoints et le secrétaire de mairie, pour une réception d'adieu avant de quitter la ville pour se retrancher sur les hauteurs de Trouville et maintenant tout le monde attend les libérateurs.
Après le débarquement de juin 1944 et la bataille de Normandie, les armées anglo-canadiennes du général Montgomery libèrent la côte normande à l'est de l'Orne lors de l'opération Paddle. C'est aux unités de la 6e division aéroportée britannique (la 6th Airborne) du major-general Richard Gale — les parachutistes de la nuit du 5 au 6 juin 1944 sur le canal de l'Orne — qu'est confiée la libération du pays d'Auge. Aux unités belges de la Brigade Piron, qui sont passées aux ordres de Gale, est confiée la libération de la côte, et après Cabourg, Dives-sur-Mer, Houlgate, Villers-sur-Mer, ils arrivent en vue de Deauville et Trouville. Dès le 20 août des contacts sont pris entre des envoyés de Deauville et les troupes alliées qui savent maintenant que les Allemands ont évacué la rive ouest de la Touques, y compris le mont Canisy. Ils ont établi sur ce fleuve leur dernière ligne de défense pour permettre au reste de la VIIe armée allemande de passer la Seine sans encombre. Ils sont retranchés dans un fortin qui tient sous son feu ce qui reste du pont qu'ils ont fait sauter et ils disposent sur les hauteurs de canons anti-aériens de 88 qui font merveille sur les objectifs au sol et de mortiers. Les troupes belges, rejointes par des troupes britanniques arrivées par les hauteurs, sont sérieusement accrochées sans que des groupes d'habitants qui fêtent les libérateurs se mettent à couvert, il y a de nombreuses victimes civiles dans les rues rectilignes de Deauville prises en enfilade depuis les hauteurs de Trouville. Ce n'est que le jeudi 24 août à 8 h 20 du matin que les troupes belges franchissent la Touques sur une passerelle de fortune jetée sur les ruines du pont entre Deauville et Trouville. Les forces alliées pourchassent les Allemands dans leur retraite jusqu'en Belgique et aux Pays-Bas. C'est en souvenir de leurs libérateurs que le pont reconstruit entre les deux villes porte le nom de « pont des Belges ».

### Depuis 1945

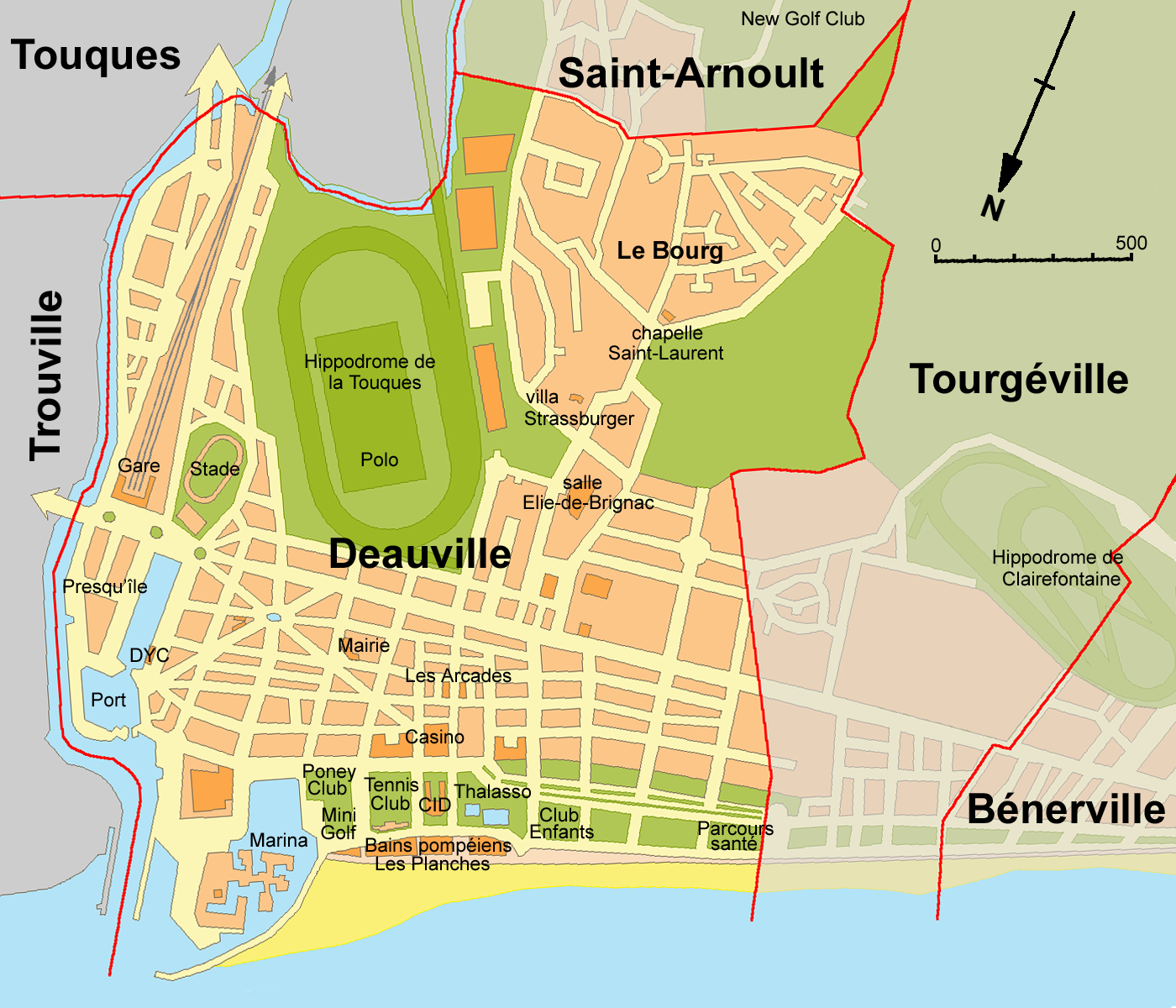
Plan actuel de la ville de Deauville.

Dans les années 1960, Deauville prend conscience de son image et de ses atouts, mais également de la nécessité de s'adapter aux exigences d'une nouvelle clientèle. Le développement du tourisme de masse, permis par le développement des congés payés, conduit à l'arrivée en villégiature de familles plus populaires, notamment grâce au réaménagement de certaines villas en résidences ou appartements partagés (comme la villa des Abeilles, érigée par Auguste Bluysen en 1910).
Michel d'Ornano devient maire, alors que Lucien Barrière succède à son oncle, François André, à la tête du casino et des palaces. Un festival de renommée mondiale est créé : le Festival du cinéma américain, qui accueille chaque année en septembre nombre de stars américaines et françaises.

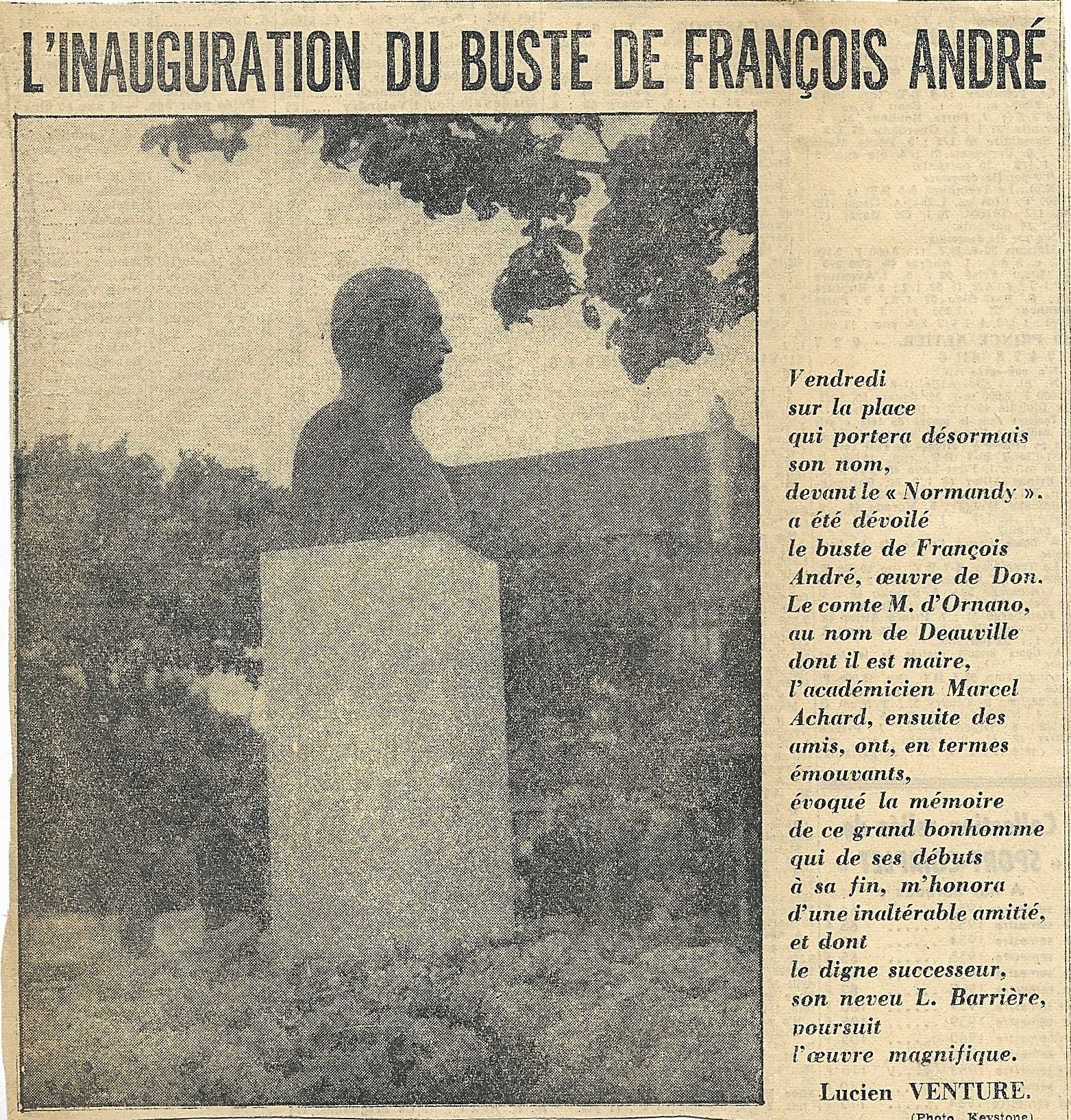
Coupure du journal Sport Complet (date non précisée).

Deauville est à présent reliée à Paris par l'autoroute A13 et sa bretelle A132, ce qui met la station à environ 2 h 0 de la capitale « et en fait en quelque sorte sa banlieue ». Ainsi, aux 4 000 Deauvillais s'ajoute un nombre important de Parisiens venant passer leurs week-ends ou leurs vacances dans la station, à tel point que Deauville est surnommée le « 21e arrondissement »,.
La ville comprend, en 2008, environ 5 000 résidences secondaires pour un peu moins de 7 200 habitations (environ 70 % de résidences secondaires). Les villas anciennes sont au nombre de 300, protégées de nos jours de la pression foncière par une zone de protection du patrimoine architectural, urbain et paysager. La ville s'est fortement développée pendant le XXe siècle puisque Deauville ne comprenait que 1 154 habitations en 1915.

## Politique et administration

### Liste des maires

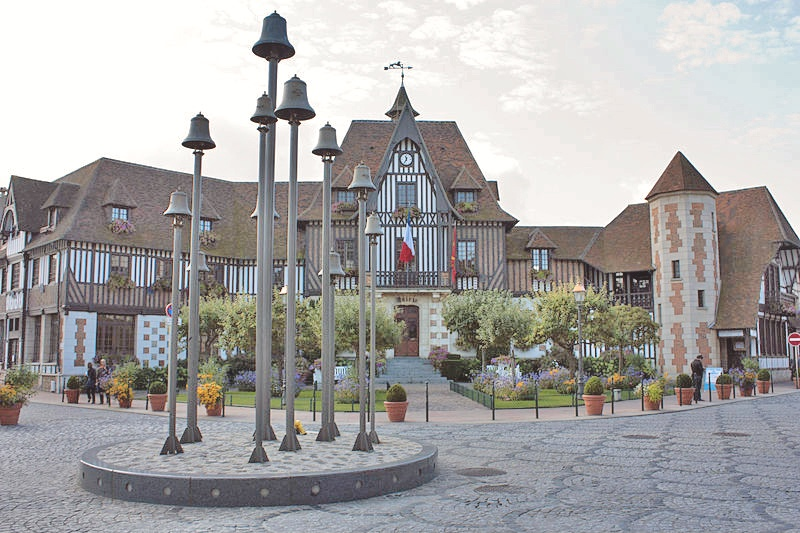
La mairie, de style néo-normand.

Le conseil municipal est composé de vingt-sept membres dont le maire et sept adjoints.
Deauville accueille le siège de la Communauté de communes Cœur Côte Fleurie.

## Démographie
L'évolution du nombre d'habitants est connue à travers les recensements de la population effectués dans la commune depuis 1793. Pour les communes de moins de 10 000 habitants, une enquête de recensement portant sur toute la population est réalisée tous les cinq ans, les populations de référence des années intermédiaires étant quant à elles estimées par interpolation ou extrapolation. Pour la commune, le premier recensement exhaustif entrant dans le cadre du nouveau dispositif a été réalisé en 2006.
En 2022, la commune comptait 3 563 habitants, en évolution de −3,13 % par rapport à 2016 (Calvados : +1,58 %, France hors Mayotte : +2,11 %).
Deauville a compté jusqu'à 5 683 habitants en 1946.
| 1793 | 1800 | 1806 | 1821 | 1831 | 1836 | 1841 | 1846 | 1851 |
| ---- | ---- | ---- | ---- | ---- | ---- | ---- | ---- | ---- |
| 96   | 80   | 100  | 86   | 107  | 103  | 94   | 119  | 121  |

| 1856 | 1861 | 1866  | 1872  | 1876  | 1881  | 1886  | 1891  | 1896  |
| ---- | ---- | ----- | ----- | ----- | ----- | ----- | ----- | ----- |
| 107  | 113  | 1 150 | 1 246 | 1 514 | 2 044 | 2 228 | 2 532 | 2 522 |

| 1901  | 1906  | 1911  | 1921  | 1926  | 1931  | 1936  | 1946  | 1954  |
| ----- | ----- | ----- | ----- | ----- | ----- | ----- | ----- | ----- |
| 2 874 | 3 356 | 3 824 | 3 849 | 4 208 | 4 827 | 4 663 | 5 683 | 5 211 |

| 1962  | 1968  | 1975  | 1982  | 1990  | 1999  | 2006  | 2011  | 2016  |
| ----- | ----- | ----- | ----- | ----- | ----- | ----- | ----- | ----- |
| 5 051 | 5 232 | 5 664 | 4 682 | 4 261 | 4 364 | 3 973 | 3 816 | 3 678 |

| 2021  | 2022  | - | - | - | - | - | - | - |
| ----- | ----- | - | - | - | - | - | - | - |
| 3 565 | 3 563 | - | - | - | - | - | - | - |

## Économie
En 1999, la population active de Deauville est de 1821, soit un taux d'activité de 48,8 %. Cette même année, le taux de chômage était de 14,6 %, soit deux points supérieurs à la moyenne nationale.
Village agricole tourné vers l'élevage et l'agriculture jusqu'à la naissance de la cité balnéaire, Deauville a construit une économie portée par les loisirs et le tourisme, jusqu'à ne plus comporter de terres agricoles aujourd'hui et compter 0,7 % d'agriculteurs et exploitants. Les services représentent au 31 décembre 2006, 73 % des emplois salariés, hors intérim et agriculture ; les commerces et réparations 17,8 %, selon les chiffres du recensement de 1999.
La Société des hôtels et casinos de Deauville est la plus grosse entreprise deauvillaise en effectif (900 salariés) et en chiffre d'affaires. En dehors de l'hôtellerie, les plus gros employeurs sont la municipalité (200 agents), la clinique hospitalière (100 salariés), le parfumeur Jacomo (65 salariés), l'agence d'intérim Adecco (60 salariés), le grand magasin du Printemps (45 salariés), le supermarché Carrefour Market (40 salariés), et le centre de thalassothérapie (25 salariés).
Une «zone touristique internationale » (ZTI), où les commerces de détail peuvent déroger au repos dominical des salariés, est délimitée sur une partie du territoire de la commune par un arrêté en date du 5 février 2016.

## Le tourisme

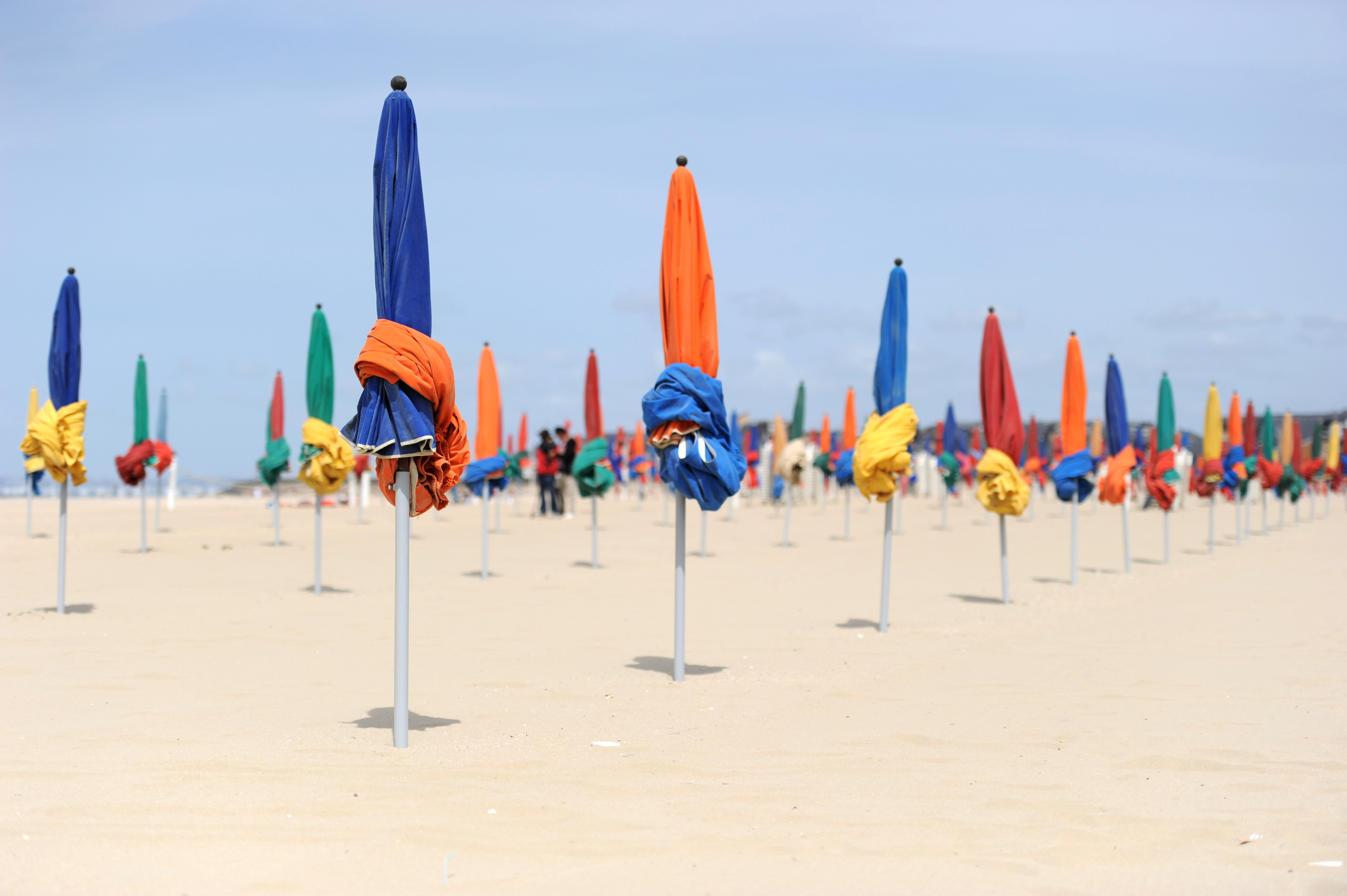
Les fameux parasols colorés sur la plage de Deauville.

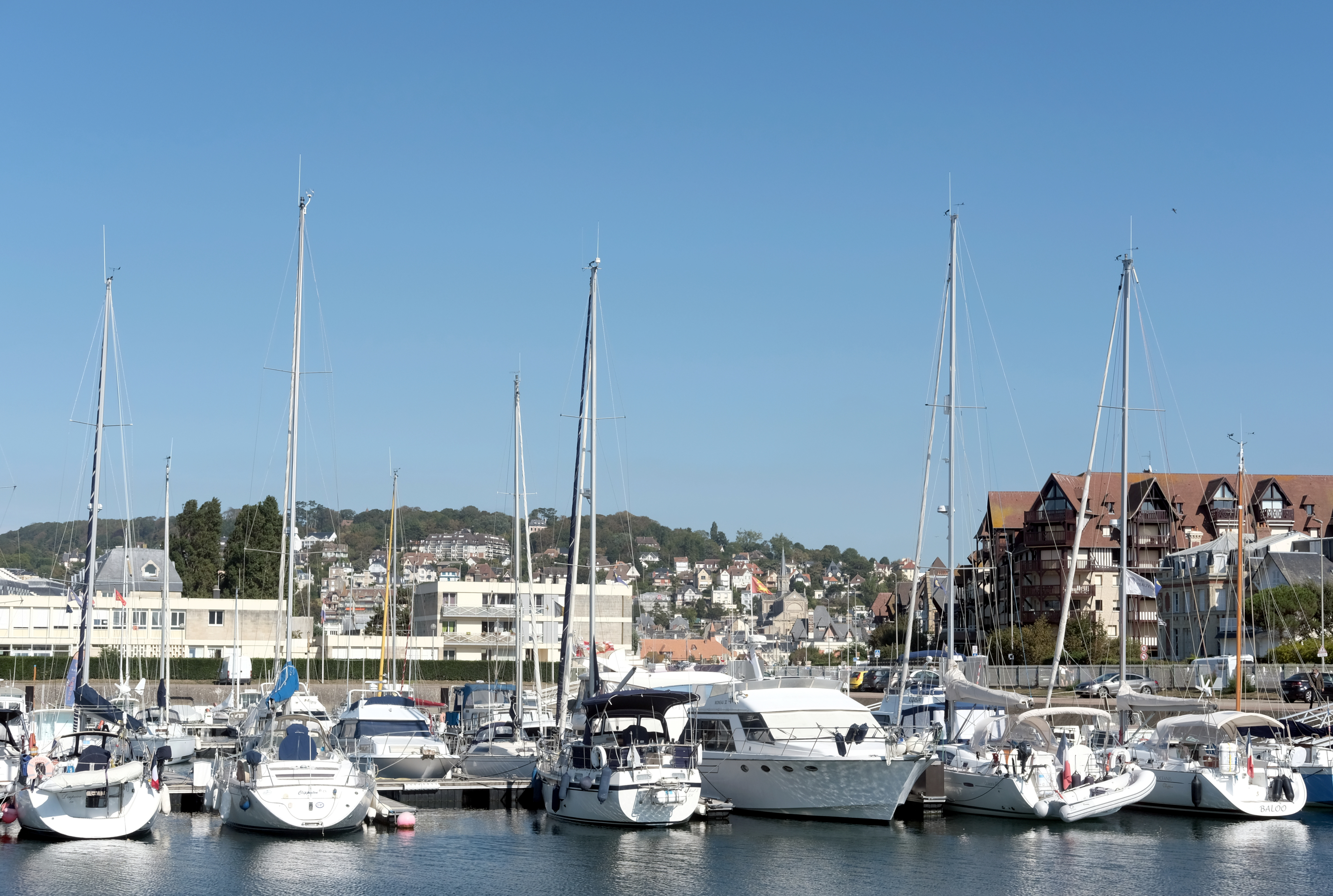
Le port.

Le tourisme se développe autour du casino et des deux hôtels de luxe du groupe Barrière, des magasins de prestige (Hermès, Coco Chanel, Louis Vuitton, Christian Dior, Prada, Armani, Burberry, Ralph Lauren, Tod's, J.M. Weston, Arfan joaillerie…) et du Centre international de Deauville (CID), qui accueille durant toute l'année de nombreux festivals, concerts, spectacles, congrès et séminaires et chaque saison les courses hippiques. Les clients et les résidents saisonniers disposent également de clubs sportifs : les golfs Barrière de Deauville, de l'Amirauté, et de Saint-Gatien, dispersés dans l'arrière-pays deauvillais, le tennis-club sur le front de mer, le yacht-club, le centre nautique, les pistes de karting…
Depuis mars 2009, Deauville bénéficie de la dénomination « commune touristique ».
Autre secteur clé de l'activité deauvillaise, la filière équine est particulièrement présente à travers les ventes régulières de chevaux pur-sang au sein de l'établissement Élie-de-Brignac, dont la vente de yearlings, au mois d'août, de renommée internationale ; l'organisation de grands prix hippiques sur l'hippodrome de La Touques et sur l'hippodrome de Clairefontaine ainsi que l'organisation de la « Deauville polo cup » tous les ans, au mois d'août.
Pendant près d'un siècle, la construction navale a également animé l'économie locale, à partir de l'ouverture du chantier naval Bernard Macario en 1920, repris après fermeture en 1965 par les Constructions navales Normandie-Saintonge. Les Chantiers navals deauvillais qui leur ont succédé dans le secteur de la Touques, ferment en 2008.
De plus, s'étend sur la commune de Saint-Gatien-des-Bois, l'aéroport de Deauville - Saint-Gatien, propriété d'un syndicat mixte réunissant les conseils régionaux de Haute et Basse Normandies, et la ville de Deauville, et géré par la Chambre de commerce et d'industrie du pays d'Auge. Ses deux pistes accueillent en 2007, 173 420 passagers, majoritairement pour des vols privés, les vols commerciaux (46 % des passagers) étant couverts par 300 vols charters vacances. Par la spécialité de Deauville et du pays d'Auge, cet aéroport est le premier en France pour les charters de chevaux (11 en 2007).
Le territoire deauvillais est rattaché au bassin d'emploi de Lisieux-Honfleur et à la chambre de commerce et d'industrie du pays d'Auge.

### Médias
Deauville-Trouville Magazine indépendant est un bimestriel distribué à 20 000 exemplaires dans tous les foyers de Deauville et Trouville.
Deauville FM était une station de radio (web) locale créée le 1er octobre 2014 par Samuel Berdugo. Elle diffusait de la musique, accompagnée de flashs news, de culture, d'informations pratiques et de programmes de toutes sortes depuis ses studios situés dans le centre-ville de Deauville. Celle-ci a pris fin en octobre 2017.

## Culture locale et patrimoine

### Héraldique
| armes de Deauville | Le village n'ayant pas d'armes lors de la naissance de la station, le blason de la commune de Deauville a été imaginé par Henry Le Court en 1878. Les armes se blasonnent ainsi : D'azur au pal d'argent chargé de trois tours crénelées de gueules et accompagné de pattes de lion d'or mouvant des flancs de l'écu, deux à dextre en barre et deux à senestre en bande, cousu au chef de gueules chargé d'un léopard d'or armé et lampassé d'azur. Ces armes sont inspirées du blasonnement de la famille de Brancas, propriétaire au XVIIIe siècle du fief du mont Canisy qui couvrait les villages de Deauville et Saint-Arnoult sur lesquelles est rajouté le léopard qui renvoie à l'emblème de la Normandie. |

### Logo

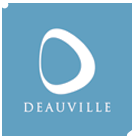
Logo de Deauville.

### Lieux et monuments

#### Monument classé

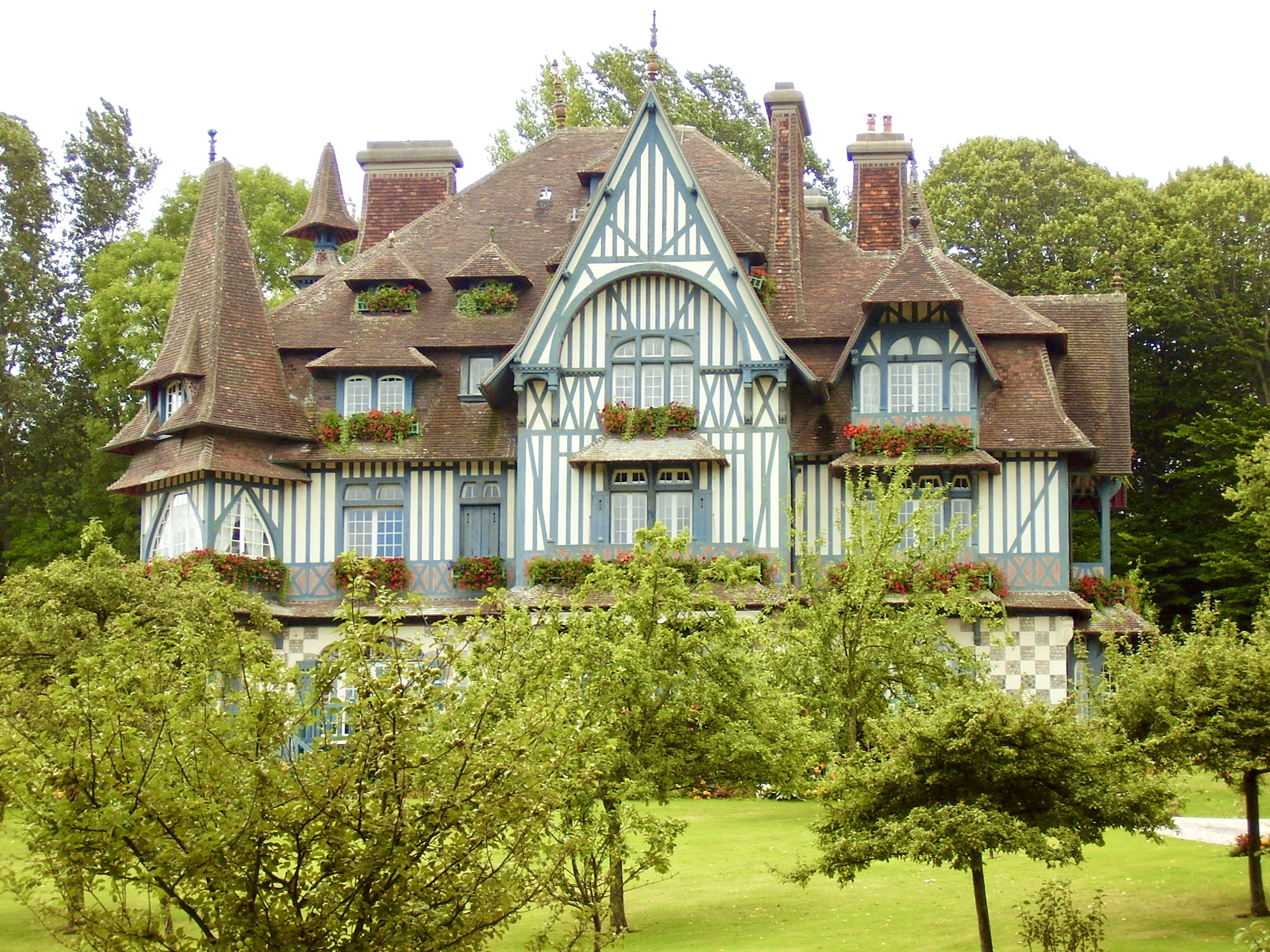
La villa Strassburger.

- Chapelle Saint-Laurent : ancienne église paroissiale des XIIe et XIIIe siècles, elle est classée monument historique par arrêté du 23 septembre 1977[75]. Yves Saint Laurent a contribué à sa restauration.

#### Monuments inscrits
- Villa Strassburger : sur le terrain de la ferme du Coteau, vendue par Gustave Flaubert en 1875 à Henri de Rothschild, l'architecte caennais Georges Pichereau construit au début du XXe siècle cette villa, inscrite aux monuments historiques pour ses façades et sa toiture par arrêté du 29 octobre 1975. Elle est appelée Strassburger car elle est devenue, dans les années 1920, la résidence deauvillaise du milliardaire américain Ralph-Beaver Strassburger[76]. Ses descendants ont fait don de la villa à la ville de Deauville qui en assure depuis la gestion et l'entretien.
- La gare de Trouville - Deauville, reconstruite en style néo-normand en 1931 et qui a inspiré la gare de Đà Lạt (Viêt Nam) et la gare de Pointe-Noire (République du Congo)[réf. nécessaire]. Elle fait l'objet d'une inscription au titre des Monuments historiques depuis le 5 juillet 2010[77].
- L'établissement de bains dont les « Bains pompéiens », y compris les chemins de planches avec les garde-corps, qui bénéficient d'une inscription au titre des monuments historiques depuis le 11 juin 2019[78].

#### Monuments labellisés «architecture contemporaine remarquable»
- Bureau de poste, dû à Pierre Chirol, qui bénéficie du label « Patrimoine du XXe siècle »[79] devenu label « Architecture contemporaine remarquable ».

#### Autres lieux et monuments

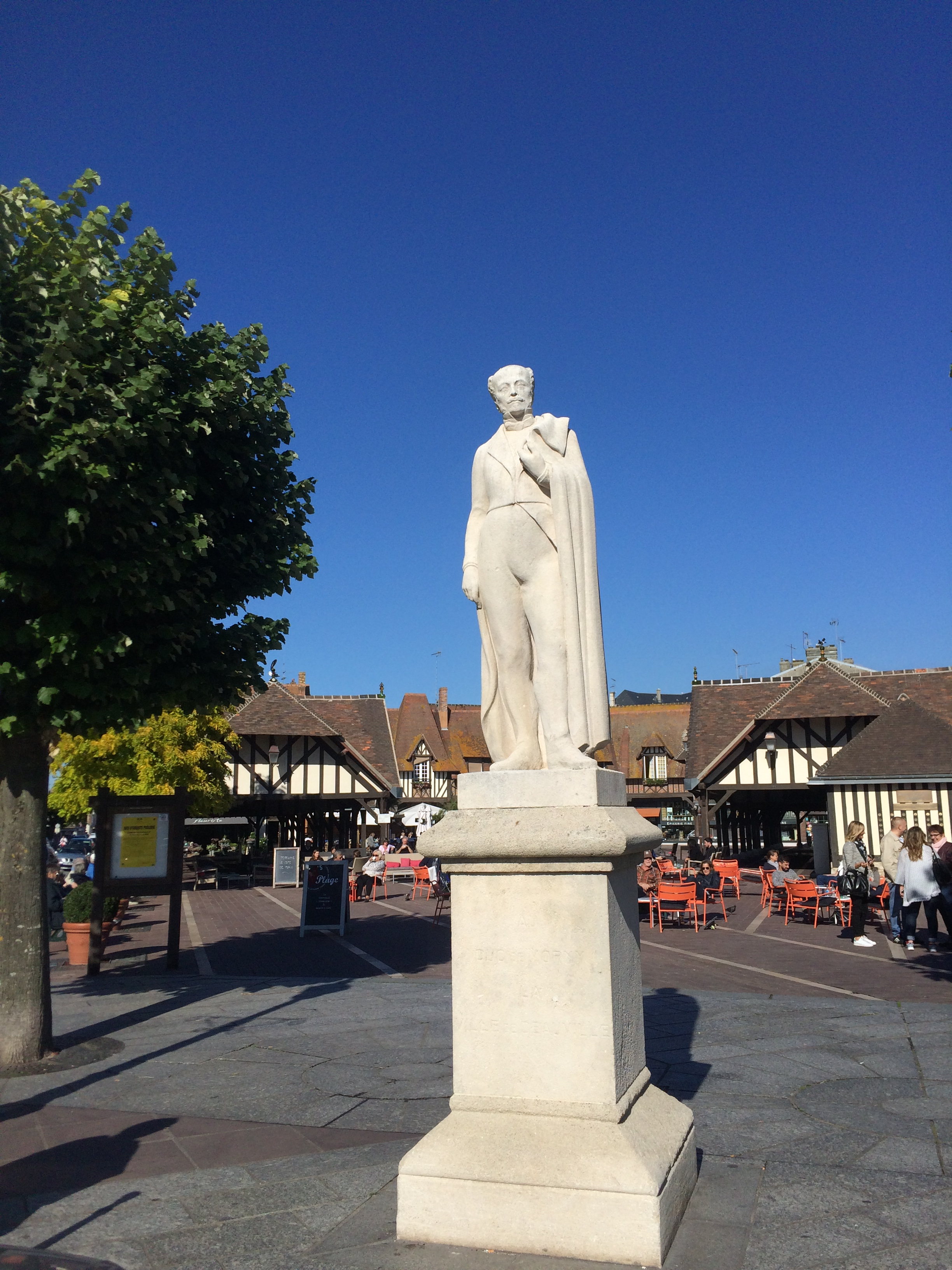
Statue du duc de Morny.

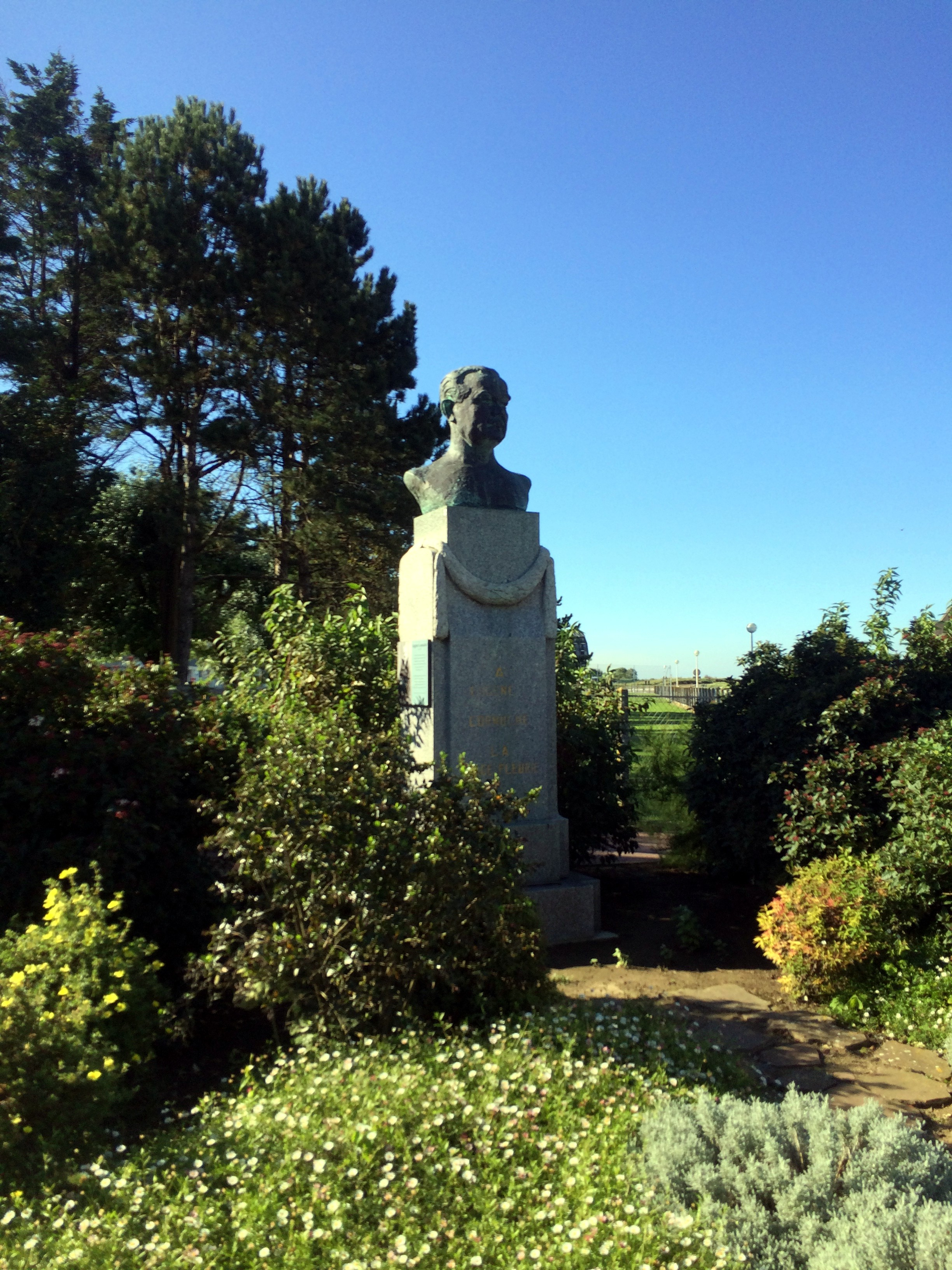
Buste d'Eugène Cornuché.

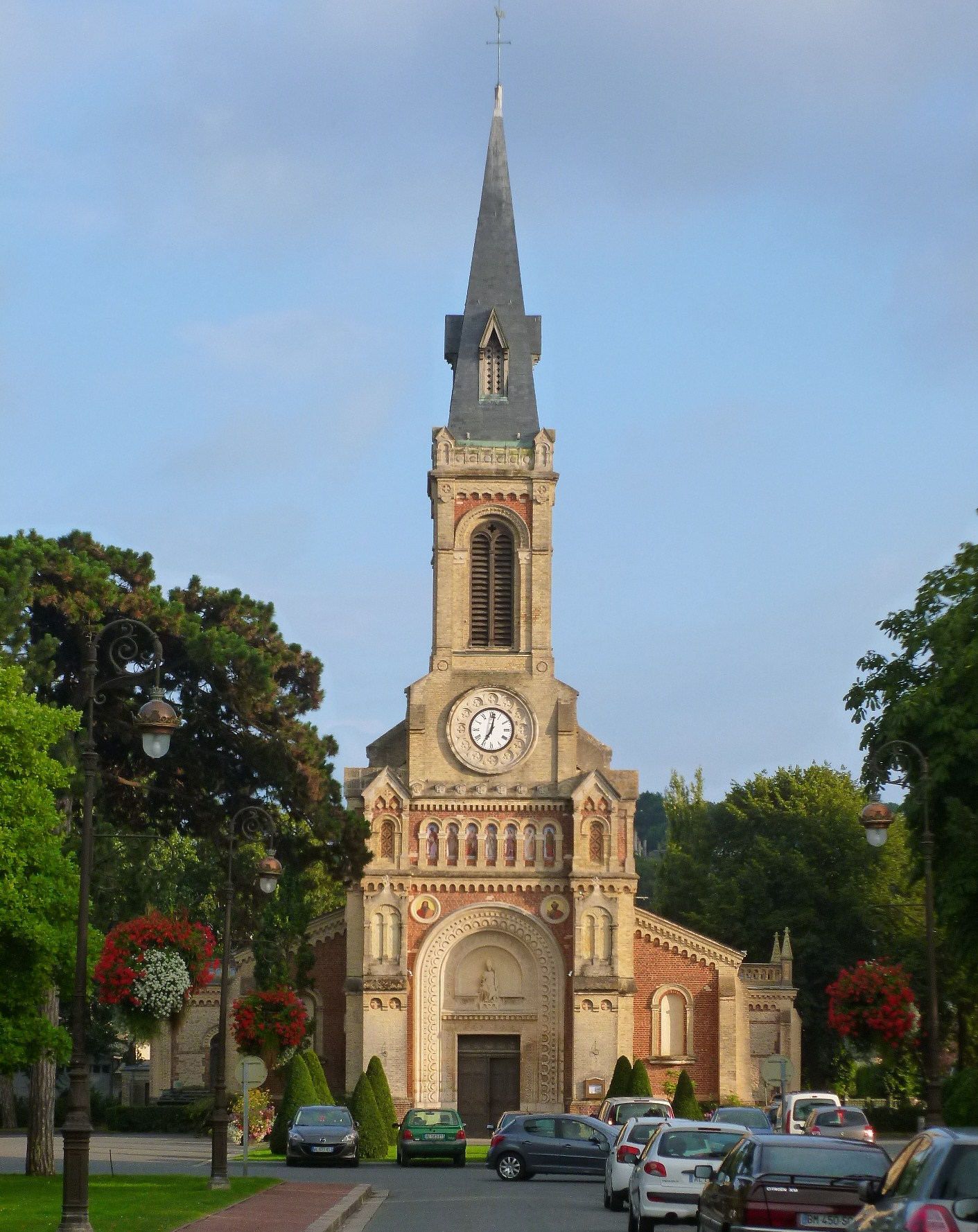
L'église Saint-Augustin.

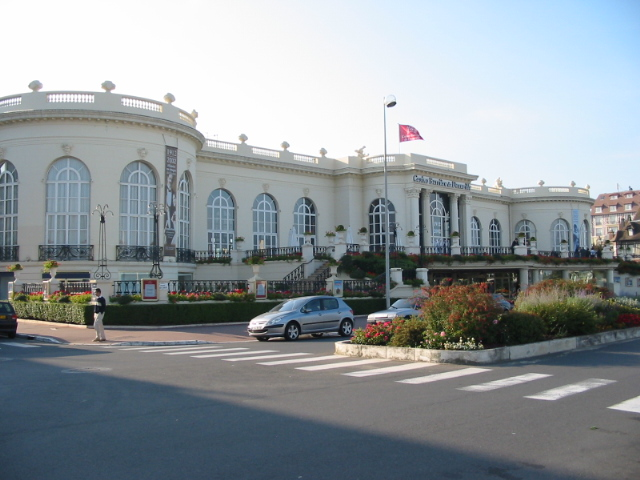
Le casino de Deauville.

- Ex-blanchisserie du centre Élie de Brignac : intégrée depuis 1974 à la salle des ventes de chevaux de course Elie de Brignac, la « grande blanchisserie de Deauville » se trouve sur le site d'une très ancienne blanchisserie d'Eugène Bruère au XIXe siècle. Détruite en 1889, rebâtie par un dénommé Pally, réaménagée en 1921 par Maurice Leduc pour assurer la blanchisserie des hôtels de la région jusqu'en 1969, elle abrite également au cours du XXe siècle une usine de boutons de corozo de la Société industrielle des boutons jusqu'en 1930. Cette blanchisserie est recensée à l'Inventaire général du patrimoine culturel[80].
- Le chantier naval Bernard Macario : construit en 1920 par Bernard Macario, il est connu pour avoir construit en 1932 le bateau de course en acajou ou en teck de Louis Charles Breguet et en 1939 Barbara III yacht d'Ettore Bugatti, mais aussi des bateaux de pêche comme Le Surplus, chaloupe crevettière d'après-guerre, aujourd'hui propriété de la ville de Trouville-sur-Mer. Fermé en 1965, le chantier est repris par les Constructions navales Normandie-Saintonge, avant de devenir les Chantiers navals deauvillais et fermer en 2008[81]. Ces chantiers sont recensés à l'Inventaire général du patrimoine culturel[82].
- En 2001, a été inauguré le nouveau commissariat de Deauville. Œuvre des architectes Inoue, Ecker et Crochin, il reprend le style « deauvillais ».
- La statue de Charles de Morny, située au bord de la place de Morny, entre la rue Gambetta et la rue Breney. L'originale en bronze d'Henri-Frédéric Iselin est inaugurée le 18 août 1867. En 1870, elle est déboulonnée et remisée dans un bâtiment des services techniques de la ville. Dans les années suivantes, à plusieurs reprises, un comité tente d'obtenir sa réinstallation, en vain, le gouvernement et le préfet interdisent sa remise en place. En 1884, ils finissent par la placer sous scellés. En 1896, le piédestal resté vide est détruit. Le 12 janvier 1942, sous le régime de Vichy, elle est emportée et fondue dans le cadre de la mobilisation des métaux non ferreux. Le 24 juillet 1955, une statue de remplacement, réalisée en pierre par Edmond Moirignot, est inaugurée en présence de Maurice Garçon.
- Le buste en bronze de François André, situé dans le jardin François-André, réalisé par Jean Don. Il est inauguré en 1964.
- Le buste en bronze de Desiré Le Hoc, situé à l'intersection de la rue Désiré-Le-Hoc et de la rue Victor-Hugo. L'original de Francis La Monaca est inauguré le 3 juillet 1921. Sous le régime de Vichy, il est déboulonné et fondu, dans le cadre de la mobilisation des métaux non ferreux. Un buste de remplacement est installé[Quand ?], celui-ci fait environ la moitié de la taille de l'original.
- Le buste en bronze d'Eugène Cornuché, situé à l'intersection de la rue Mirabeau prolongée et du boulevard Eugène-Cornuché. Lors de son inauguration, le buste était installé sur le boulevard Eugène-Cornuché, en face de l'hôtel Normandy. Sous le régime de Vichy, il est déboulonné et fondu, dans le cadre de la mobilisation des métaux non ferreux. Avant son déboulonnage, la municipalité prend soin de faire effectuer un surmoulage en plâtre. Un buste de remplacement est installé[Quand ?]. Il est ensuite[Quand ?] déplacé vers son emplacement actuel.
- La statue Baigneuse réalisée par Albert Leclerc, située à l'intersection de la rue Sem et de la rue de la Mer.
- Le monument aux morts, réalisé par Max Blondat et inauguré en 1921 dans le square de l'église, près de l'église Saint-Augustin.

Ces autres lieux et monuments sont tous classés au patrimoine de la ville.
- L'église Saint-Augustin[84], construite en 1864 puis agrandie et décorée en 1929-1931 ;
- Le temple protestant de Deauville, construit en même temps rue de la République ;
- La villa Breloque[85] est l'habitation dans laquelle le peintre Eugène Boudin vécut la dernière année de sa vie et mourut le 8 août 1898.
- La promenade de la plage, « les Planches » et ses « bains pompéiens » accueillent jusqu'à 20 000 visiteurs par jour les week-ends et l'été ; le front de mer est le premier à obtenir la norme iSO 9001 pour le service chargé de l'entretien et de la mise en valeur[86].
- Le casino ;
- Les hôtels du groupe Barrière : les palaces le Normandy et le Royal ;

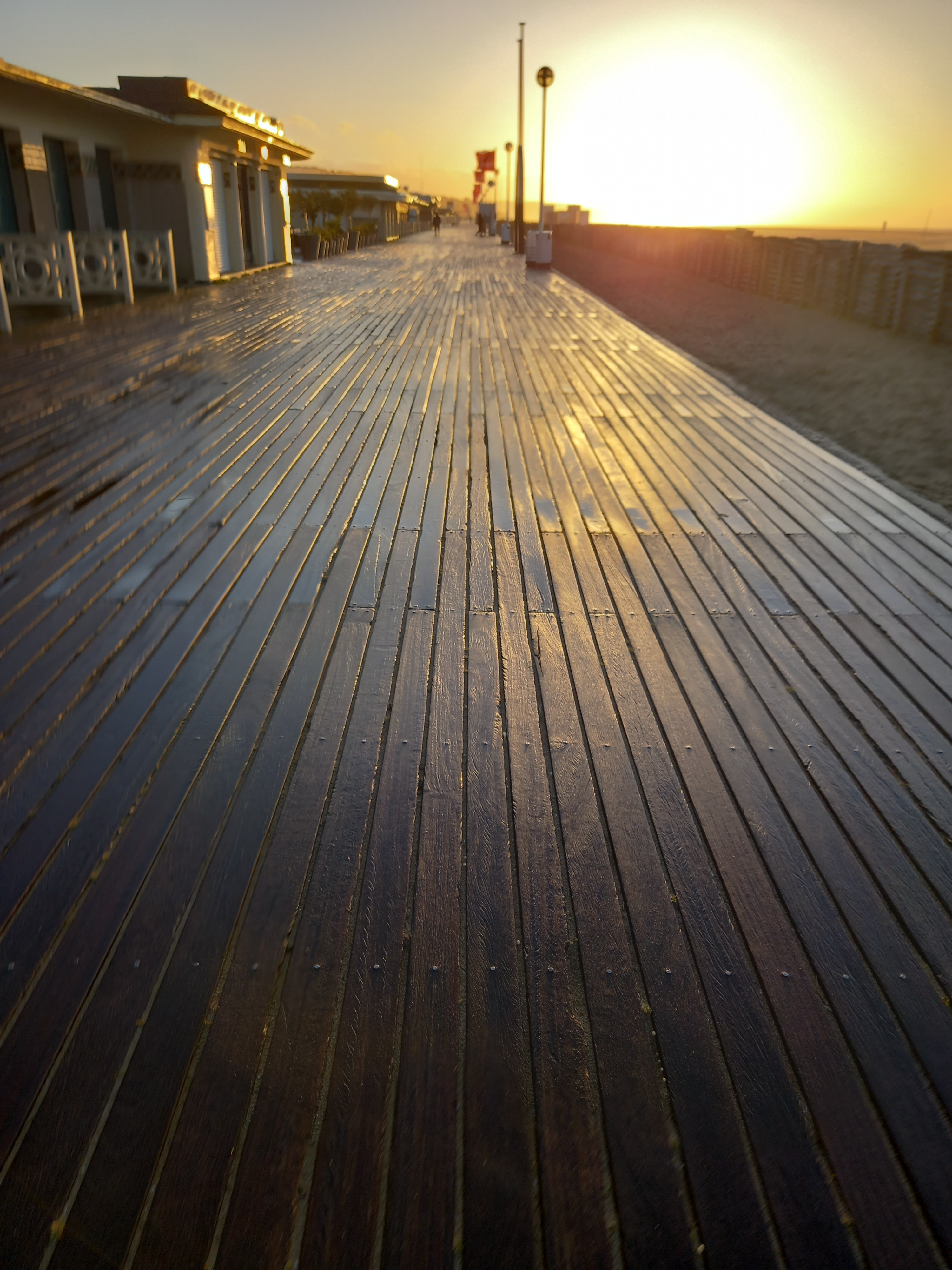
Les planches de la plage de Deauville.

- Les planches de la plage de Deauville.La mairie, complètement réhabilitée en style néo-normand en 1961 par l'architecte DPLG Albert Guy[87], pionnier du renouveau du style normand, Robert Fossorier étant maire ;
- La place Morny, ses jets d'eau et son marché couvert ;
- Les « arcades » de l'avenue du Général-de-Gaulle ;
- Les halles à colombage ;
- La villa Le Cercle (1876), affectée à l'origine aux propriétaires de chevaux ;
- La piscine olympique, œuvre de Roger Taillibert (1966), inaugurée par le secrétaire d'État au Commerce extérieur Charles de Chambrun et les chanteurs Maurice Chevalier et Marie Laforêt[88] ;
- Les Franciscaines, pôle culturel, ouvert en mai 2021.

### Équipements culturels

#### Cinéma
Deauville est dotée d'un seul cinéma : le Morny-Club, qui comporte quatre salles. Cet équipement se trouve installé depuis 1946 dans un édifice qui abritait à l'origine un magasin d'exposition Citroën. Le cinéma du casino a fermé le 30 novembre 2016.

#### Pôle culturel Les Franciscaines
En 2015, la Ville entreprend un grand projet de pôle culturel sur le site des Franciscaines qu'elle a acquis auprès de la Congrégation en 2012. Ce projet innovant échappe au « traditionnel découpage musée-médiathèque-espaces de vie culturelle et associative » et se construit autour de grands thèmes chers à Deauville : le cheval, le cinéma, le spectacle, la photographie, l'art de vivre et la jeunesse. Ce lieu de vie qui regroupe dans un même espace les milliers de documents et œuvres acquis par la Ville ouvre ses portes en mai 2021.

## Personnalités liées à la commune

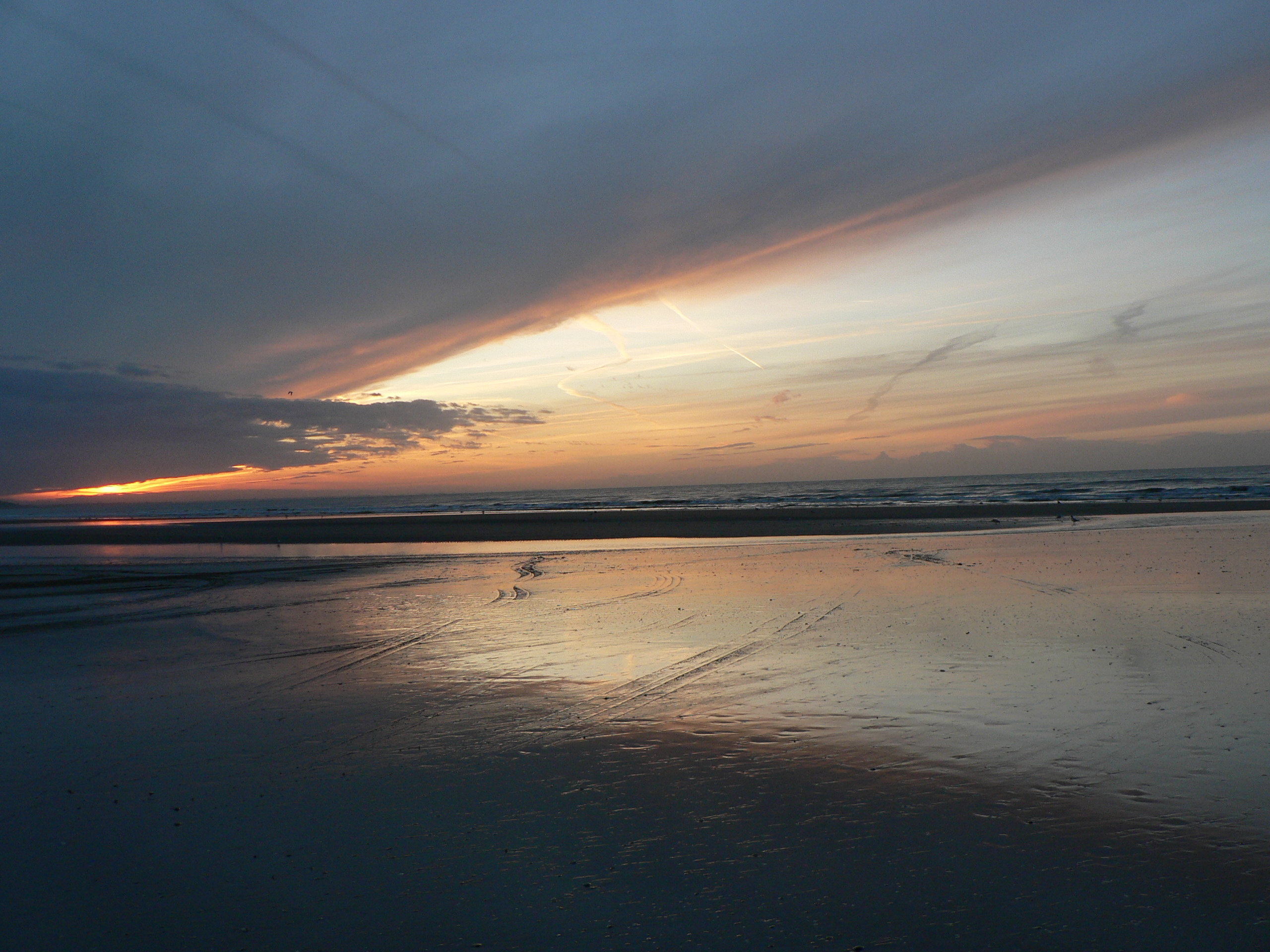
La plage de Deauville.

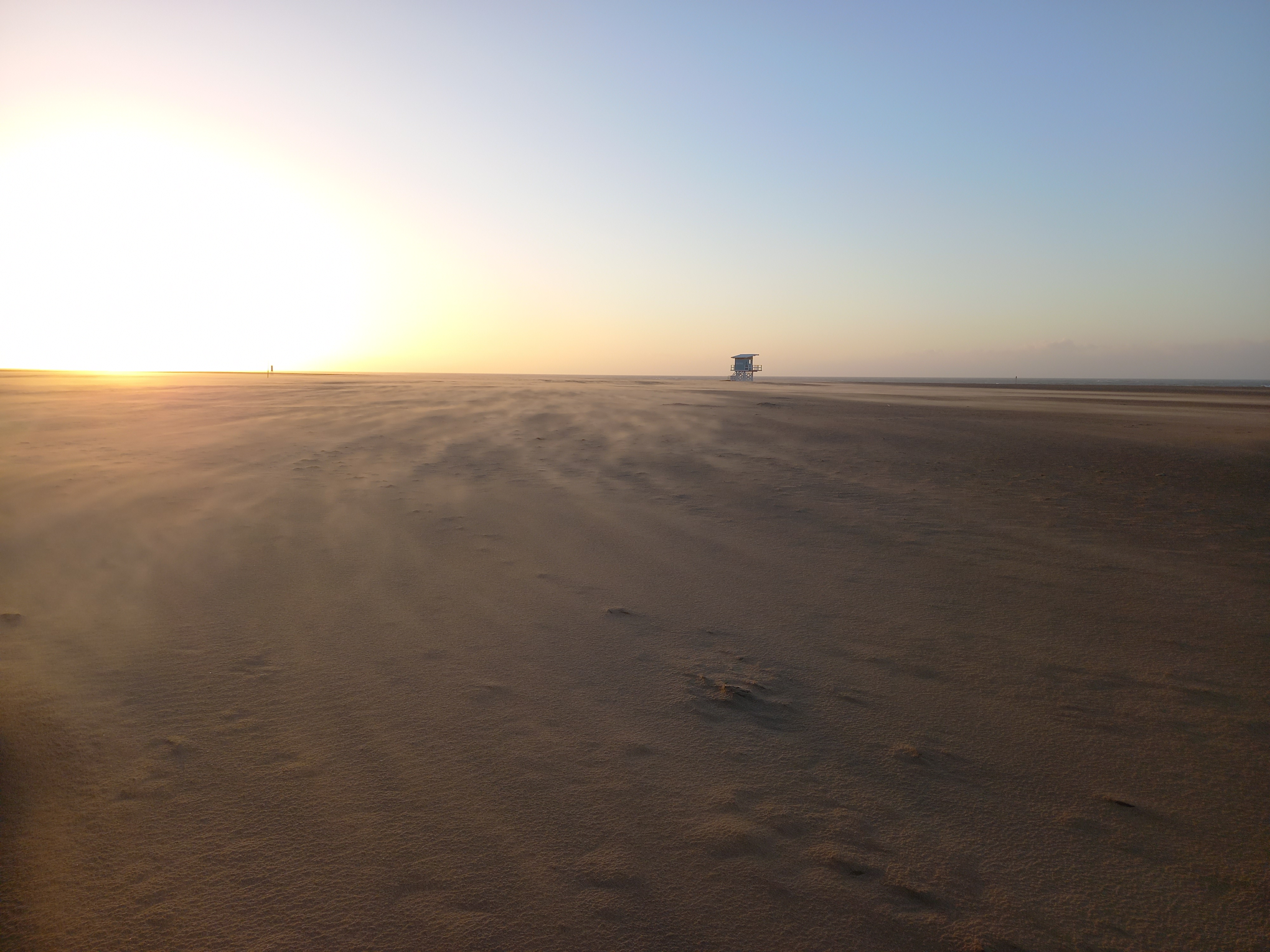
Plage de Deauville.

### Naissances
- Raymond Pitet (1872-1959), président fondateur de la Fédération nationale des sociétés de natation et de sauvetage (FNSNS) devenue la Fédération française de sauvetage et de secourisme
- Jacques Eyser (1912-1999), comédien
- Philippe Morisson (1924-1994), artiste peintre abstrait géométrique
- Michel Perchey (1934), footballeur professionnel
- Nicole van de Kerchove (1945-2008), navigatrice
- Marie-Jo Bonnet (1949), historienne
- Bruno Morandi (1959), photographe
- Xavier Marchand (1973), champion de natation
- Hugo Tirard (br) (1977), maître international d'échecs et professeur de mathématiques

### Décès
- Ernest Saintin, architecte, le 24 décembre 1892
- Eugène Boudin, peintre, le 8 août 1898
- Jean-Baptiste Berlier, ingénieur, en 1911
- Marcel Lehoux, pilote automobile, le 19 juillet 1936
- Ford Madox Ford, écrivain anglais, le 26 juin 1939
- Gaston Jèze, juriste, le 5 août 1953
- Léon Chertok, psychiatre, en juillet 1991
- Rita Cadillac, chanteuse, actrice, le 4 avril 1995
- Jean-Edern Hallier, écrivain, le 12 janvier 1997
- Alfred Sirven, homme d'affaires, le 12 février 2005
- Sacha Briquet, comédien, le 17 juillet 2010

### Personnalités dont les noms sont associés à l'histoire de la ville
- Gustave Flaubert (1821-1880), écrivain, était un habitué de ce qui n'était encore qu'un simple village où ses parents possédaient une ferme que l'écrivain vendit en 1875[94]
- Sem, alias Georges Goursat (1863-1934), dessinateur, croqua le Tout-Deauville
- Charles Adda (1873-1938), architecte des Planches et des Bains pompéiens inaugurés en juillet 1924, conçut plusieurs villas à Deauville et sa région. Une plaque lui rendant hommage est inaugurée le 9 novembre 2013
- François André (1880-1962)
- Armand Esders (industriel, prêt-à-porter ; 1889-1940), mécène de la ville, finance les travaux d'agrandissement de l'église et la création de l'aéroport de Saint-Gatien. Une plaque lui rendant hommage est inaugurée en 2011, donnant son nom à l'allée menant à l'église.
- Suzy Solidor (1900-1983), y fait ses débuts dans la chanson, en 1929
- Coco Chanel (1883-1971), styliste, y a ouvert sa deuxième boutique à l'été 1913
- Jean Gabin (1904-1976), résident de 1958 à 1974[95],[96], Louis de Funès (1914-1983), acteurs de cinéma, et Carlos (1943-2008), chanteur, y ont possédé une résidence
- Rita Hayworth (1918-1987), actrice américaine, y a habité dans les années 1950 en compagnie de son mari, le prince Ali Khan
- Yves Saint Laurent (1936-2008), styliste et créateur de mode, fut un habitué des lieux. Il y ouvrit une de ses premières boutiques dans le Casino. Son nom est donné à une place
- Jacques Mesrine et François Besse braquent le casino le 26 mai 1978 et emportent 130 000 FRF (79 947,4 EUR2023)[97]
- Claude Lelouch (1937) a contribué à la renommée mondiale de la plage en y filmant Un homme et une femme[98]
- La famille royale émirati Al-Maktoum y possède une villa et y réside pour assister à la saison hippique du mois d'août

## Activités culturelles
Cinéma

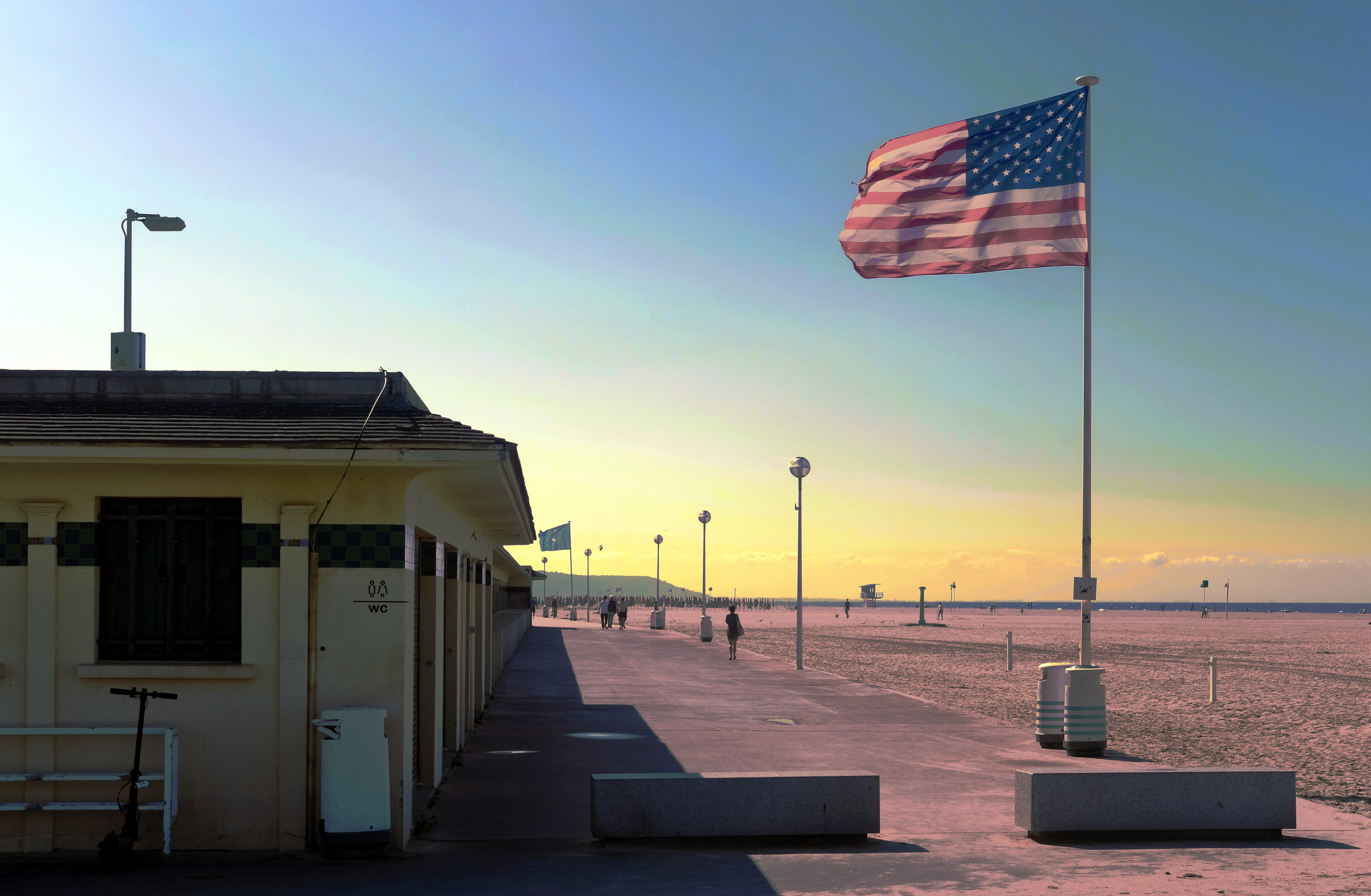
La promenade décorée du drapeau américain.

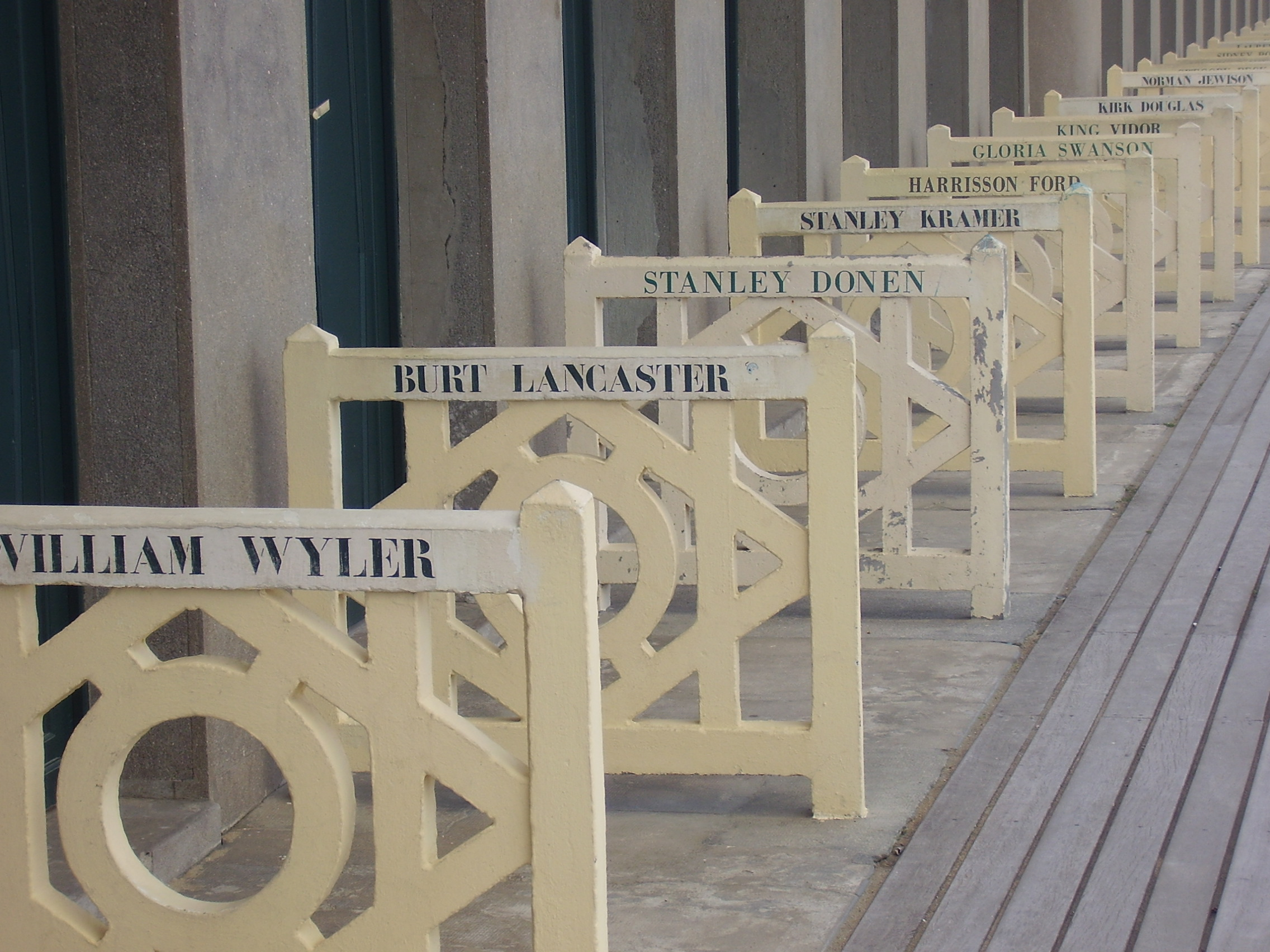
Les Planches, où figurent les noms d'acteurs et réalisateurs venus à Deauville.

- Un festival consacré au cinéma américain est organisé tous les ans, en septembre, depuis 1975.
- Un festival consacré au cinéma asiatique a eu lieu tous les ans, en avril, au Centre international de Deauville, de  1999 à 2014.
- Un festival consacré à la communication audiovisuelle écoresponsable, tous les ans en juin, depuis 2011[99].

Danse
- Concours de danse Nijinski[100] au théâtre du Casino de Deauville[101]

Musique
- Un festival de jazz intitulé Swing in Deauville est organisé tous les ans de 1989 à 2008 par le groupe Lucien Barrière.
- Un festival de musique classique, le Festival de Pâques, a lieu tous les ans au Centre international de Deauville, depuis 1996.
- Un festival de musique classique réservé aux jeunes talents, Août musical, a lieu tous les ans au Centre international de Deauville

Littérature
- Le salon Livres & Musiques a lieu tous les ans, en avril, depuis 2004.

Photographie
- Un festival photographique Planche(s) Contact est organisé tous les ans depuis 2011, à l'automne, par la Ville de Deauville.

Musée de Deauville

## Activités et compétitions sportives

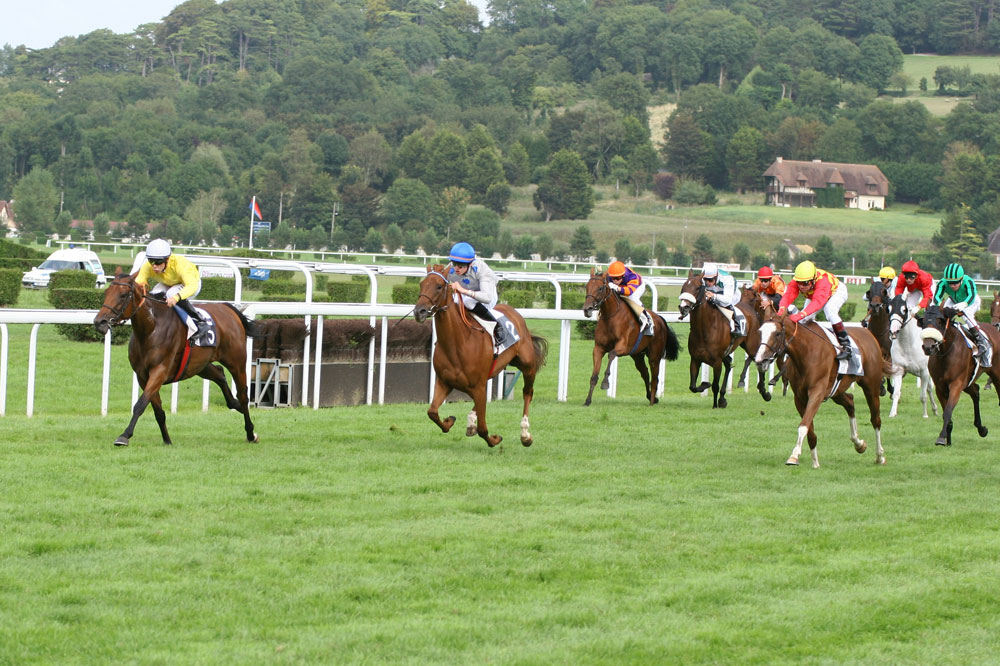
Courses hippiques à Clairefontaine.

- Hippisme : grands prix renommés, surtout en été, sur l'hippodrome de La Touques et sur celui de Clairefontaine, situé à Tourgéville.
- Polo : organisation de la Deauville Polo Cup tous les ans au mois d'août.
- Golf : Golf Barrière de Deauville (ou New Golf Club), golf Barrière à Saint-Arnoult, golf de l'Amirauté à Tourgéville.
- Tennis : tennis club, sur le front de mer
- Voile : deux ports de plaisance, le vieux port (yacht-club) et Port-Deauville (marina). Centre Nautique sur la plage.
- L'Association sportive Trouville-Deauville fait évoluer deux équipes de football en ligue de Basse-Normandie et une troisième en division de district[102].
- Cyclisme : Deauville est ville-étape du Tour de France cycliste en 1979.

En juillet, Deauville organise depuis 1968 un tournoi international de bridge. Devenu « Festival mondial de bridge », il oppose les meilleurs joueurs de la spécialité. Les parties sont retransmises sur écran géant pour un meilleur suivi des spectateurs. Giorgio Belladonna y a participé en tant que numéro un mondial de la spécialité. L'acteur Omar Sharif est un fidèle de ce tournoi.
Une étape de l'European Poker Tour a lieu annuellement dans le prestigieux casino.
On a longtemps pratiqué le tir au pigeon vivant à Deauville ainsi qu'au Touquet ; c'était une activité très mondaine, préparant à la chasse. Interdit en 1977, il a été remplacé par le ball-trap.
En 1989, la ville accueille l'Open d'Europe, l'un des seuls tournois de snooker jamais organisé en France.

### Jumelages
- Cowes (Royaume-Uni) depuis 1964[103].
- Eicklingen (Allemagne) depuis 1967[103].
- Kildare (Irlande) depuis 1990[103].
- Lexington (États-Unis) depuis 1994[103].
- Pinamar (Argentine) depuis 2017[réf. nécessaire].

### Philatélie
Le 15 mars 1961, un timbre-poste est émis pour célébrer le centenaire de la naissance de la station balnéaire.

### Deauville: la fiction au cinéma et à la télévision
- Bob le flambeur, de Jean-Pierre Melville, avec Isabelle Corey, Daniel Cauchy, Roger Duchesne, 1956
- Assassins et Voleurs, de Sacha Guitry, avec Michel Serrault et Jean Poiret, 1957
- Le Baron de l'écluse, de Jean Delannoy, avec Jean Gabin, 1960
- Un singe en hiver, de Henri Verneuil, avec Jean Gabin, Jean-Paul Belmondo, Suzanne Flon et Noël Roquevert, 1962
- Nous irons à Deauville, de Francis Rigaud, avec Louis de Funès et Michel Serrault, 1962
- Un homme et une femme, de Claude Lelouch, avec Anouk Aimée et Jean-Louis Trintignant, 1966
- Anna, téléfilm de Pierre Koralnik, avec Anna Karina et Jean-Claude Brialy, 1967
- … Comme la lune, film de Joël Séria, avec Jean-Pierre Marielle et Sophie Daumier, 1977
- Je suis timide mais je me soigne, de Pierre Richard, avec l'auteur, Aldo Maccione, Mimi Coutelier et Jacques François, 1978
- Trois hommes à abattre, de Jacques Deray, avec Alain Delon, 1980
- Attention, une femme peut en cacher une autre !, de Georges Lautner, avec Miou-Miou, Roger Hanin et Eddy Mitchell, 1983
- Un homme et une femme : Vingt ans déjà, de Claude Lelouch, avec Jean-Louis Trintignant, Anouk Aimée, Richard Berry, 1986
- La Vérité si je mens !, de Thomas Gilou, avec Richard Anconina, Vincent Elbaz et Amira Casar, 1997
- La Vérité si je mens ! 2, de Thomas Gilou, avec Richard Anconina, José Garcia, Bruno Solo et Gilbert Melki, 2001
- Qui perd gagne !, de Laurent Bénégui, avec Thierry Lhermitte et Elsa Zylberstein, 2004
- La Disparue de Deauville, de, et avec Sophie Marceau et Christophe Lambert, 2007
- Mesrine, l'ennemi public no 1, de Jean-François Richet, avec Vincent Cassel, 2008
- Coco avant Chanel, d'Anne Fontaine, avec Audrey Tautou, Alessandro Nivola, Marie Gillain, 2009